# Blackpink
Blackpink (кор.: хангиль: 블랙핑크, МР: Beullaekpingkeu, СК: Пиллекпхінкхи, стилізується як BLACKPINK або BLΛƆКРІИК) — південнокорейський жіночий гурт, сформований лейблом YG Entertainment. Складається з чотирьох учасниць: Джісу, Дженні, Розе та Ліса. Стиль та концепція Blackpink мають назву «ґерл-краш» (англ. girl crush), головні теми якої — упевненість у собі та розширення прав і можливостей жінок. Гурт став однією з провідних сил корейської хвилі та залучив величезну глобальну фанатську базу, внаслідок чого різні публікації охрестили Blackpink «найбільшим жіночим гуртом у світі».
Гурт дебютував у 2016 році із сингл-альбомами Square One та Square Two. Глобальна популярність прийшла до Blackpink завдяки синглу 2018 року «Ddu-Du Ddu-Du», який потрапив до британського чарту та отримав «золотий» сертифікат у США, а музичне відео перетнуло позначки в один та два мільярди переглядів на YouTube. Кліпи на пісні «Kill This Love» (2019) і «How You Like That» (2020) встановили рекорди за кількістю переглядів протягом перших 24 годин. Згодом Blackpink досягнув найвищої серед корейських жіночих виконавців позиції у Billboard Hot 100. Дебютний студійний альбом The Album (2020) став комерційно успішним в багатьох країнах, а другий Born Pink (2022) очолив чарти альбомів у Великій Британії та США.
Маючи понад 40 мільярдів прослуховувань і 20 мільйонів проданих музичних записів у всьому світі, Blackpink є одним із найпродаваніших дівочих гуртів усіх часів. Протягом своєї кар'єри вони побили численні рекорди: їхній світовий тур «Born Pink World Tour» (2022—2023) став найкасовішим концертним туром жіночого гурту та азійського виконавця в історії; вони першими з азійських гуртів стали хедлайнером музичного фестивалю Коачелла. Їхній канал на YouTube мав найбільшу кількість підписок та переглядів серед музичних виконавців, а акаунт на Spotify — найбільшу кількість підписок та прослуховувань серед жіночих гуртів. Blackpink отримали численні нагороди, серед яких Golden Disc Awards, MAMA Awards, премія «Вибір народу» та MTV Video Music Awards. Вони стали першим дівочим гуртом, який отримав звання «Найкращий гурт» у XXI столітті. Діяльність учасниць не обмежувалася музичною індустрією: дівчата уклали рекламні угоди в різних галузях, насамперед, в індустрії моди, яку вони активно включили у свій публічний образ. 2023 року за внесок у поширення обізнаності про глобальне потепління їх нагородили Орденом Британської імперії. Blackpink — перший жіночий гурт, який увійшов до рейтингу Forbes 30 Under 30 Asia (2019), а журнал «Тайм» визнав їх «Артистами року» (2022). 2024 року гурт очолив рейтинг Forbes Korea Power Celebrity 40 та отримав визнання колишнього президента Республіки Корея Мун Чже Іна за поширення K-pop та корейської культури в усьому світі.

## Кар'єра

### 2010—2016: Формування та переддебютна діяльність
— Дженні в інтерв'ю на Zach Sang Show 17 квітня 2019 року
Формування нового дівочого гурту почалося у 2010 році. Після успішного тогорічного дебюту 2NE1 лейбл YG Entertainment провів прослуховування серед дівчат-підлітків з усього світу. За словами учасниць, приєднання до лейблу як трейні (стажерок) схоже на вступ до постійної академії поп-зірок. Дженні назвала цей досвід «суворішим, ніж школа», а Розе порівняла його з The X Factor із гуртожитком. Для дівчат, які залишили своє життя за межами Південної Кореї, темп навчання разом із культурним шоком були особливо важкими. 14 листопада 2011 року YG Entertainment оголосив, що їхній новий жіночий гурт зі щонайменше сімома учасницями має дебютувати на початку 2012 року. Однак, разом із тим з'явилися численні новини та чутки про відкладення дебюту нового колективу, хоча офіційного підтвердження так і не було. Лише 18 травня 2016 року агентство оголосило, що дівочий гурт має дебютувати в липні, та додало, що учасниць відібрали в результаті багаторічної жорсткої конкуренції. Лейбл пізніше підтвердив, що Чан Ханну та Мун Суа, представили публіці як потенційних учасниць нового дівочого гурту, та вони не ввійшли до складу.
1 червня 2016 року YG представив першу з учасниць — Дженні, головну реперку та ведучу вокалістку. Вона стала трейні YG Entertainment у 2010 році, після повернення до Південної Кореї з Нової Зеландії. Уперше її представили публіці 10 квітня 2012 року на фотографії під назвою «Хто ця дівчина?» (англ. Who's that girl?) на вебсайті лейблу. Дженні продовжували просувати за допомогою численних співпраць: вона знялася в музичному кліпі G-Dragon на пісню «That XX» (2012) із мініальбому One of a Kind, а також заспівала пісні «Black» разом із G-Dragon (2013) та «Special» разом із Лі Хай (2013).
8 червня 2016 року YG презентував другу учасницю — Лісу, головну танцівницю та ведучу реперку. Вона стала єдиною серед 4000 претендентів, яка пройшла прослуховування YG Entertainment у своєму рідному Таїланді в 2010 році, та першою іноземною стажеркою лейблу в 2011 році. Лісу вперше представили публіці в травні 2012 року у відео на YouTube-каналі YG під назвою «Хто ця дівчина???» (англ. Who's that girl???). Також у 2013 році Ліса знялася в музичному відеокліпі Тхеяна на пісню «Ringa Linga». Вона стала представником бренду вуличного одягу Nona9on у 2015 році та бренду косметики Moonshot у 2016 році.
15 червня 2016 року YG представив Джісу, ведучу вокалістку. Вона стала трейні в липні 2011 року та в переддебютні роки з'явилася в кількох рекламних роликах і музичних відеокліпах, зокрема в кліпі Epik High на пісню «Spoiler + Happy End» (2014) та в кліпі Hi Suhyun на пісню «I'm Different» (2014). Окрім того, Джісу знялася в епізодичній ролі в драмі «Продюсери» 2015 року.
22 червня 2016 року YG представив останню учасницю — Розе, головну вокалістку та ведучу танцівницю. Вона посіла перше місце серед 700 претендентів на прослуховуванні YG Entertainment у 2012 році в Австралії, після чого підписала контракт із лейблом на стажування й переїхала навчатися до Сеула. Розе знялася в кліпі G-Dragon на пісню «Without You» (2012), у титрах дівчина зазначена як «? from YG New Girl Group». Її особу приховували протягом чотирьох років до офіційного оголошення учасницею Blackpink.
29 червня YG підтвердив, що новий жіночий гурт має складатися з чотирьох учасниць (замість початково запланованих дев'яти) та оприлюднив його назву — Blackpink. За словами представника лейблу, назва гурту означає, що «гарне — це ще не все», та символізує, що «вони є командою, яка має не тільки красу, але й великий талант». Пізніше на пресконференції Джісу повідомила, що розглядали й інші варіанти назви: «Pink Punk», «Baby Monster» і «Magnum». 6 липня Blackpink випустили своє перше танцювальне відео, яке привернуло велику увагу публіки. 29 липня YG Entertainment підтвердив, що дебют Blackpink має відбутися 8 серпня 2016 року.

### 2016—2017: Дебют, зростання популярності та комерційний успіх

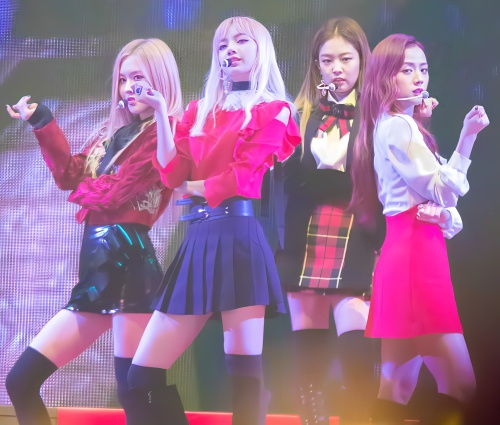
BLACKPINK виконують «Playing with Fire» на премії Melon Music Awards, 2016 рік

Промокампанія дебюту гурту почалася в перший тиждень серпня 2016 року з випуску тизерів, відео та анонсів. 8 серпня 2016 року перший жіночий гурт YG Entertainment за сім років випустив свій дебютний сингл-альбом Square One, який складається з пісень «Boombayah» і «Whistle». Вони посіли відповідно перше та друге місце в чарті Billboard World Digital Song Sales. Таким чином Blackpink став гуртом, який найшвидше досяг такого результату, а також третіми виконавцями YG Entertainment, що посідали перші два місця одночасно (після Psy та Big Bang). Після випуску «Whistle» швидко захопив усі корейські музичні чарти та очолив Gaon Digital Chart. Уперше Blackpink виступили 14 серпня 2016 року на музичному шоу Inkigayo, а через чотирнадцять днів після дебюту вони завоювали перше місце на тому ж шоу. Дівчата завершили просування Square One 11 вересня 2016 року ще однією перемогою на Inkigayo.

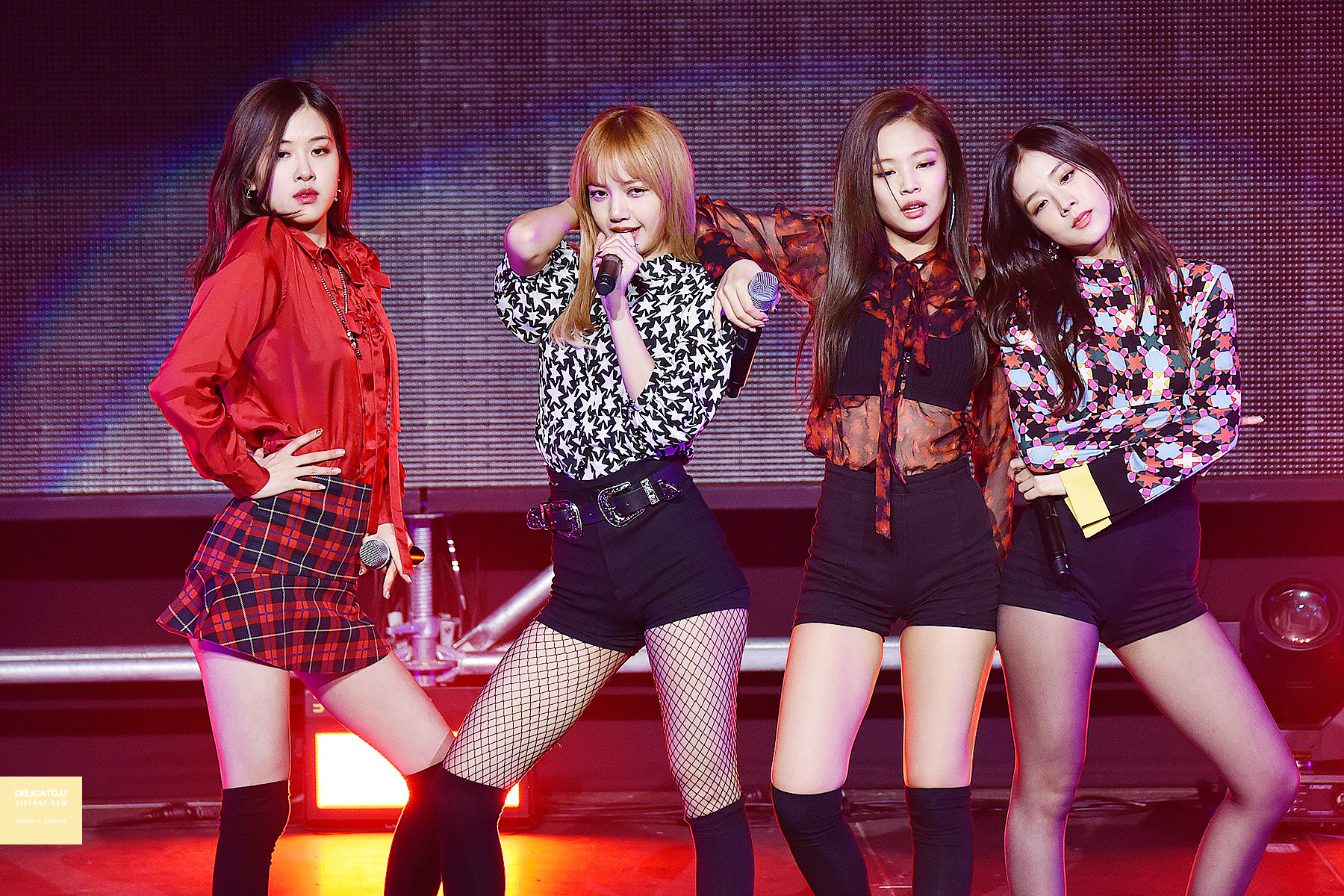
Blackpink у 2017 році

1 листопада 2016 року Blackpink випустили другий сингл-альбом Square Two, до якого увійшли пісні «Playing with Fire» і «Stay». 6 листопада гурт виступив на Inkigayo, а 10 листопада — на шоу M Countdown. «Playing with Fire» очолив хіт-парад Billboard World Digital Song Sales, і став першою піснею жіночого K-pop-гурту, яка потрапила в Billboard Canadian Hot 100. У Gaon Digital Chart «Playing with Fire» посіла третє місце, а «Stay» потрапила до чільної десятки. Комерційний успіх Blackpink за перші п'ять місяців приніс їм кілька нагород «Новачок року» на головних корейських музичних шоу, зокрема Asia Artist Awards, Melon Music Awards, Golden Disc Awards, Seoul Music Awards і Gaon Chart Music Awards. Тамар Херман із «Білборд» назвала їх одним із кращих нових K-pop-гуртів 2016 року.

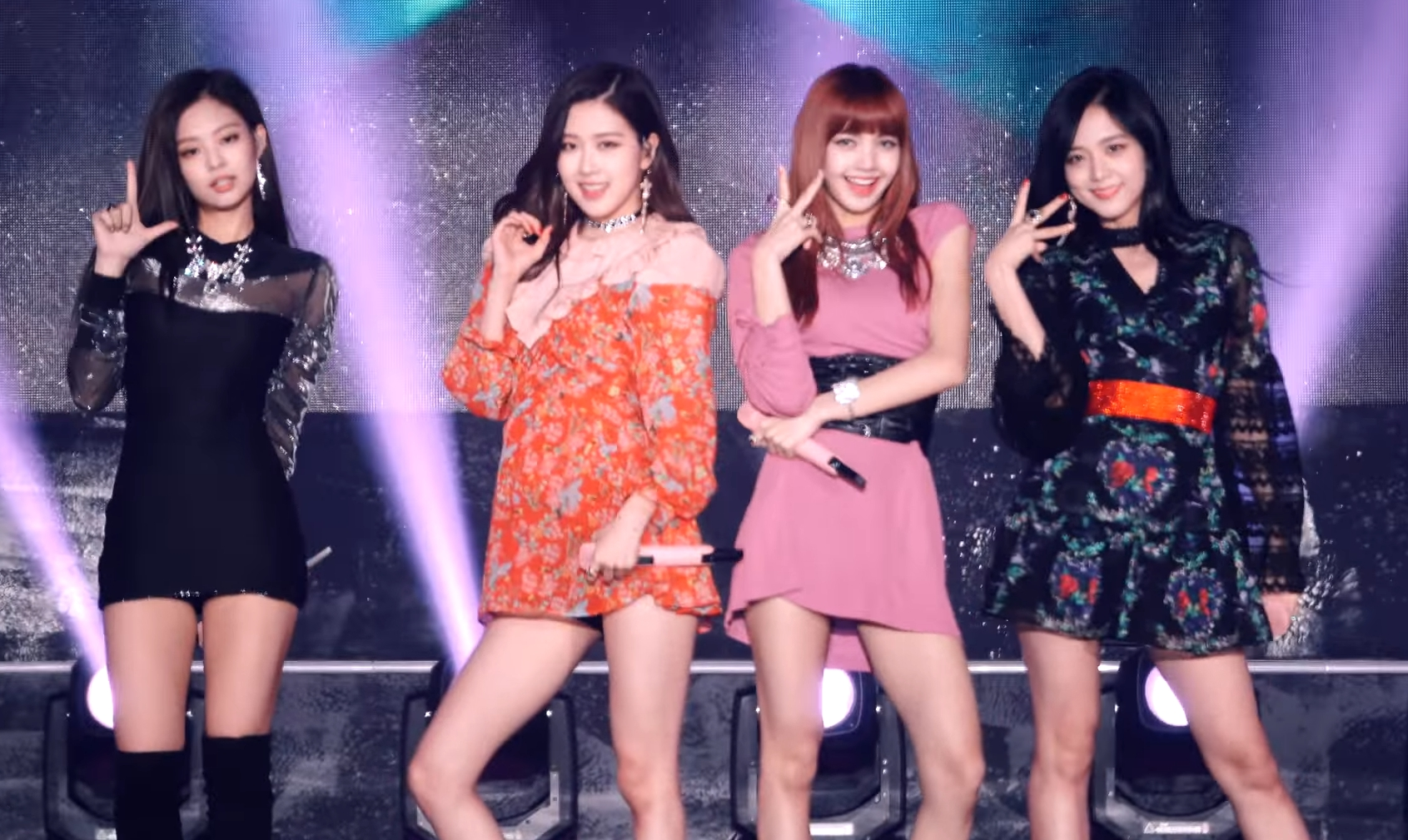
Blackpink виконують «As If It's Your Last» на Корейському музичному фестивалі 1 жовтня 2017 року

17 січня 2017 року Blackpink оприлюднили назву свого фандому — «Блінки» (англ. Blinks), або «Блінк» (англ. Blink) в однині — поєднання «чорного» (англ. Black) та «рожевого» (англ. Pink). 22 червня гурт випустив перший самостійний цифровий сингл «As If It's Your Last». За словами Джісу, у ньому звучання відрізняється від попередніх релізів — ті містили «чорну» концепцію, а новий — яскравішу «рожеву» (див. нижче). Пісня посіла третє місце в хіт-параді Gaon Digital Chart і 13 місце в Billboard Bubbling Under Hot 100 та стала першою піснею, яка потрапила в останній чарт. Сингл також очолив чарт Billboard World Digital Song Sales через день після випуску. Музичний кліп на «As If It's Your Last» згодом установив на YouTube рекорд за кількістю вподобайок на музичному відео корейського жіночого гурту, а також рекорд за кількістю переглядів музичного відео K-pop-гурту протягом перших 24 годин після виходу.
20 липня 2017 року Blackpink провели концерт у Палаці бойових мистецтв Японії в Токіо, на якому виконували свої корейські пісні; концерт відвідали понад 14 000 глядачів, а всього 200 000 людей намагалися придбати квитки. Гурт дебютував на японській сцені 30 серпня 2017 року, випустивши однойменний японський мініальбом, який складається з японських версій їхніх попередніх синглів. Альбом піднявся на вершину японського хіт-параду Oricon Albums Chart, зробивши Blackpink третім іноземним виконавцем, який очолив чарт зі своїм дебютним релізом. Пісня «As If It's Your Last» увійшла до 25 світових найкращих пісень літа 2017 року за версією YouTube.

### 2018—2019: Міжнародний прорив та перший світовий тур

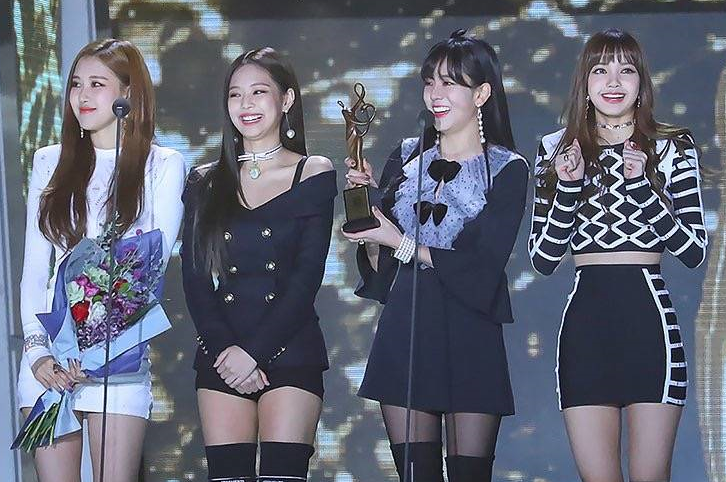
Blackpink на церемонії нагородження Seoul Music Awards, 2018 рік

6 січня 2018 вийшла перша серія реаліті-шоу гурту, Blackpink House, яке складається з 12 епізодів, випущених протягом 2018 року. Це відбулося після того, як учасниці провели 100 днів відпустки, переїхавши до свого нового гуртожитку. Шоу транслювалося на офіційному V Live та YouTube-каналі гурту. 28 березня Blackpink перевидали свій дебютний японський мініальбом під назвою Re: Blackpink. Цифрова версія включала ті ж пісні, що й оригінальний реліз, а версія на DVD містила всі їхні музичні відео та шість пісень корейською мовою.

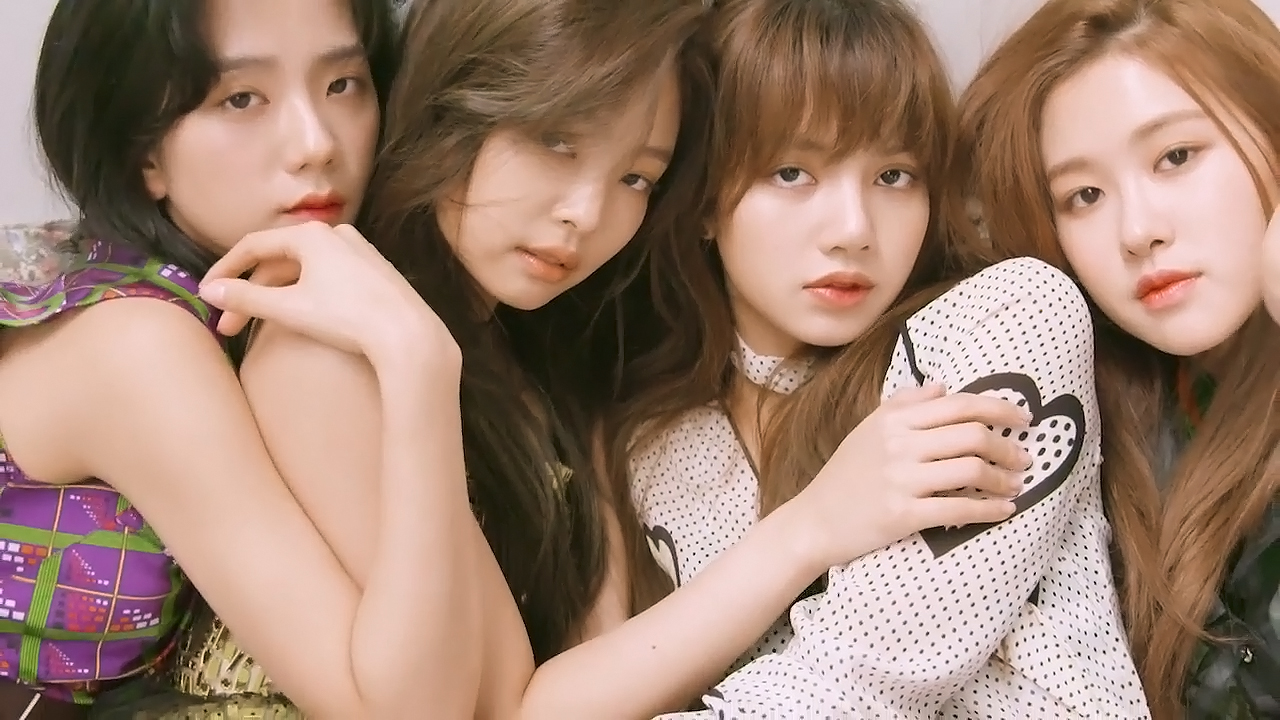
Blackpink для Marie Claire Korea, 2018 рік

15 червня 2018 року гурт випустив свій перший корейськомовний мініальбом Square Up. У Південній Кореї він дебютував на першому місці в чарті Gaon Album Chart та отримав платиновий сертифікат від Корейської асоціації музичного контенту (KMCA) за продаж 250 000 копій. Square Up став першим альбомом корейського жіночого гурту, що потрапив до хіт-параду Billboard 200; він посів там 40 місце. Також мініальбом очолив чарти Billboard World Albums та Billboard Emerging Artists, зробивши Blackpink першим корейським дівочим гуртом, який лідирував в останньому. Головний сингл мініальбому, «Ddu-Du Ddu-Du», очолив Gaon Digital Chart, а інша композиція, «Forever Young», посіла друге місце. Обидві пісні отримали платиновий сертифікат від KMCA за понад 2 500 000 завантажень і 100 000 000 прослуховувань у країні. У Сполучених Штатах «Ddu-Du Ddu-Du» досягла 55 місця у Billboard Hot 100 — рекорд для пісень корейського жіночого гурту, що перевершив досягнення Wonder Girls із їхнім синглом «Nobody» у 2009 році. На додачу Blackpink став першим корейським дівочим гуртом, який потрапив в американський чарт Streaming Songs, посівши 39 місце. У серпні 2019 року пісня отримала золотий сертифікат від Американської асоціації компаній звукозапису (RIAA); таким чином Blackpink став першим корейським жіночим гуртом, який отримав сертифікат у США. У Сполученому Королівстві «Ddu-Du Ddu-Du» досяг 78 місця в UK Singles Chart та став першим записом корейського дівочого гурту в цьому хіт-параді. За даними YouTube, музичне відео на пісню «Ddu-Du Ddu-Du» зібрало загалом 36,2 мільйона переглядів протягом 24 годин після випуску, ставши на той час найбільш переглянутим онлайн-відео корейського виконавця за перші 24 години та другим музичним відео за кількістю переглядів протягом перших 24 години після випуску. У січні 2019 року воно стало найпопулярнішим музичним відео південнокорейського гурту. У листопаді 2019 кількість його переглядів перевищила мільярд (для K-pop-гуртів це сталося вперше), а в січні 2023 року воно досягло двох мільярдів переглядів (також уперше). За результатами громадського опитування, проведеного південнокорейською дослідницькою компанією Gallup Korea у 2018 році, «Ddu-Du Ddu-Du» отримав звання «Пісня року». 2021 року директор KBS Radio Кан Сойон відзначив, що завдяки виходу «Ddu-Du Ddu-Du» Blackpink привернули увагу всього світу та стали відомими на міжнародній арені.

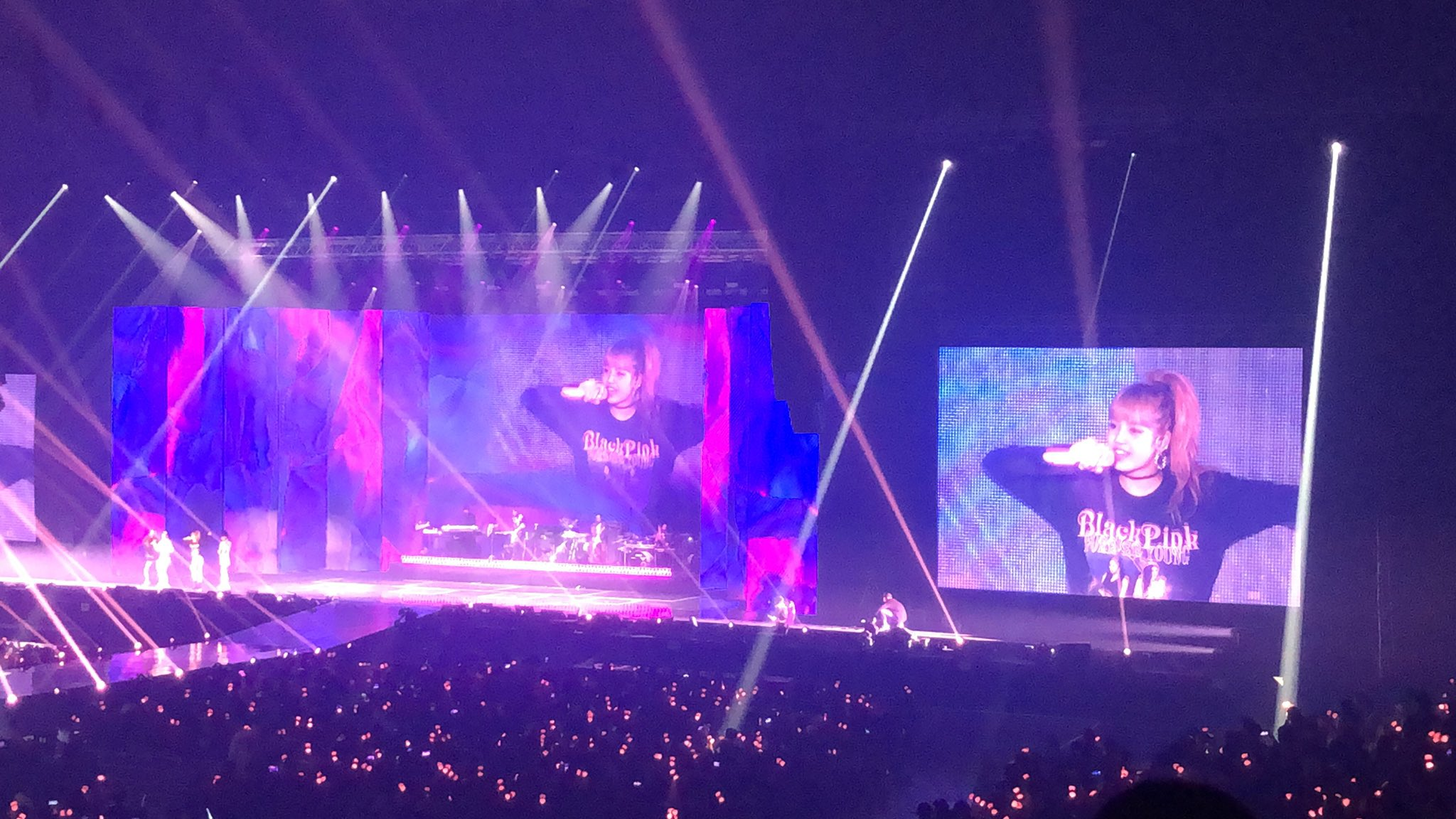
Натовп на концерті Blackpink у Сеулі під час світового туру «In Your Area World Tour», 2018 рік

Для просування мініальбому в Японії Blackpink анонсували тур «Blackpink Arena Tour 2018», у якому планувалося шість концертів у залах Осаки, Фукуоки та Тіби. Через аншлаг спочатку призначили додатковий виступ у Тібі, а потім додали виставу на стадіоні Kyocera Dome в Осаці. Тур розпочався 24 липня й закінчився 24 грудня. На останній концерт перед Різдвом прийшло 50 тисяч глядачів — стадіон був повний. 12 вересня було оголошено, що 10—11 листопада гурт проведе свої перші два концерти на Олімпійській гімнастичній арені в Сеулі. Концерти стали першою зупинкою світового туру «In Your Area», який проходив у Північній Америці, Європі, Океанії та Азії. У листопаді 2018 року Blackpink оголосили дати додаткових концертів туру, охопивши різні міста Азії з січня до березня 2019 року. 11 листопада під час виступу Blackpink у Сеулі Дженні вперше виконала свій сольний сингл «Solo»; а наступного дня вийшли пісня та музичне відео на неї. «In Your Area World Tour» тривав протягом усього 2019 року та закінчився на початку 2020 року. Свого часу він зібрав найбільшу касу поміж турів корейських жіночих гуртів.
19 жовтня 2018 року англійська співачка Дуа Ліпа за участю Blackpink випустила сингл «Kiss and Make Up», який увійшов до перевидання її однойменного дебютного альбому. «Kiss and Make Up» досягнув 36 місця в UK Singles Chart й став першим хітом корейського жіночого гурту в Топ-40 пісень цього чарту. Також він посів 93 місце в Billboard Hot 100. Британська асоціація виробників фонограм (BPI) присвоїла пісні срібний сертифікат, що стало першим випадком сертифікації корейського гурту у Великій Британії. Крім того, «Kiss and Make Up» стала першою піснею корейського гурту, якій Австралійська асоціація компаній звукозапису (ARIA) надала платиновий сертифікат. 23 жовтня гурт підписав контракт з Interscope Records у межах глобального партнерства YG Entertainment; їхнім представництвом за межами Азії мали займатися Interscope та Universal Music Group. Їхній перший японський студійний альбом, Blackpink in Your Area, став доступним у цифровому вигляді 23 листопада, а у фізичному — 5 грудня 2018 року. Альбом містив японські версії всіх їхніх попередніх релізів і досягнув дев'ятого місця в японському хіт-параді Oricon Albums Chart.

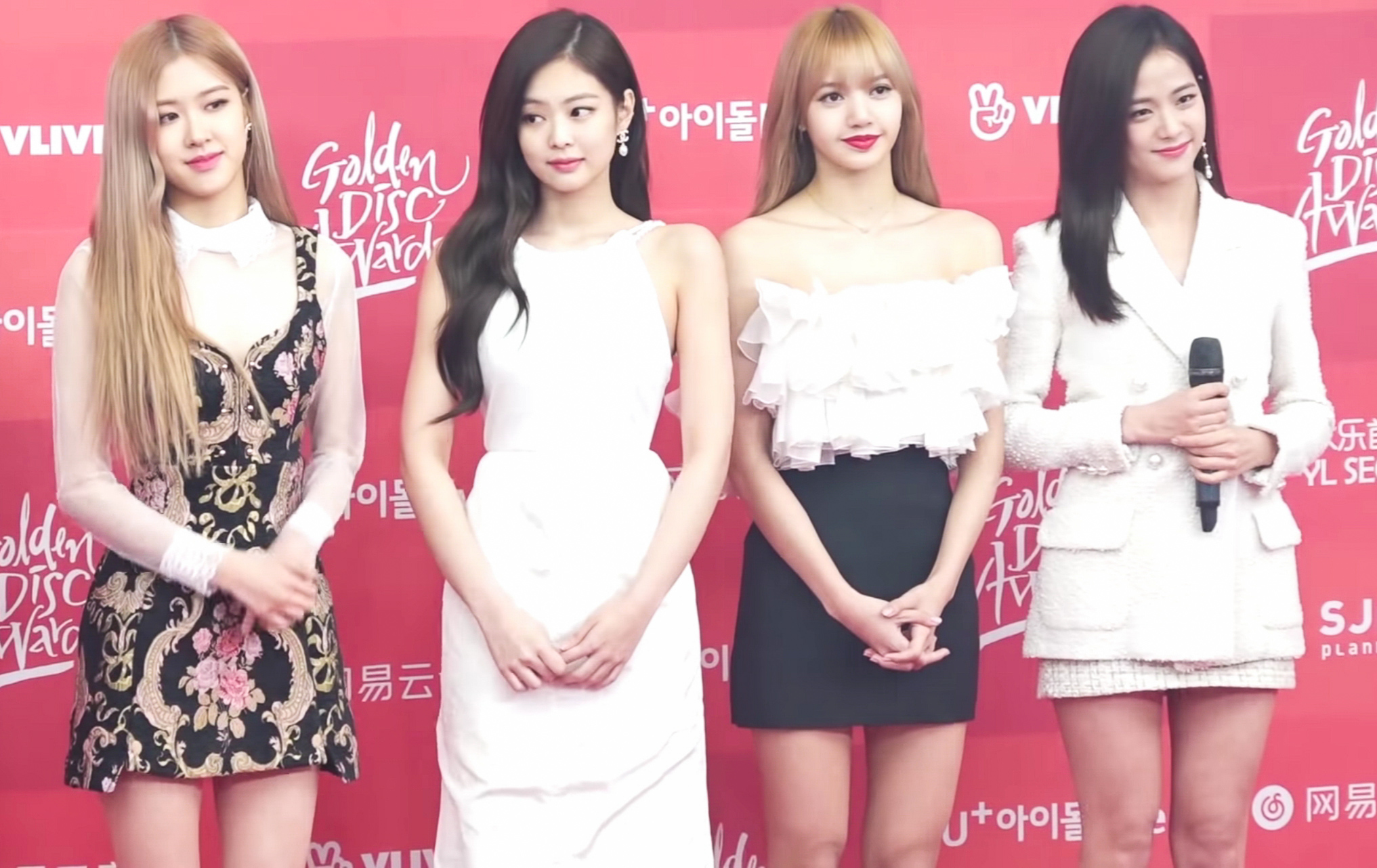
Blackpink на 33-й церемонії нагородження Golden Disc Awards, 2019 рік

9 лютого 2019 року Blackpink з'явилися на церемонії нагородження Греммі, яку Universal Music Group проводила в даунтауні Лос-Анджелеса; доступ туди мали лише запрошені. Згодом гурт з'явився на кількох американських телевізійних шоу, зокрема на «Пізньому шоу зі Стівеном Кольбером» і «Доброго ранку, Америко». Того березня вони стали першим жіночим K-pop-гуртом, який з'явився на обкладинці журналу «Білборд». Третій мініальбом Blackpink, Kill This Love вийшов 5 квітня 2019 року разом з однойменним синглом. У Південній Кореї мініальбом досягнув третього місця в Gaon Album Chart та отримав подвійний платиновий сертифікат від KMCA за продаж 500 000 копій у країні, а головний сингл досягнув другого місця в Gaon Digital Chart й отримав платиновий сертифікат за понад 100 000 000 прослуховувань. Також Kill This Love посів 24 місце в Billboard 200, а головний сингл — 41 місце в Hot 100; обидва релізи мали найвищі рейтинги серед корейських жіночих гуртів у двох головних чартах Billboard. Окрім того, мініальбом Blackpink вдруге очолив хіт-парад Billboard World Albums. Музичне відео на пісню побило рекорд за кількістю переглядів протягом перших 24 годин на YouTube, зібравши за цей час 56,7 мільйона. «Kill This Love» посів 66 місце в списку 100 найкращих пісень 2019 року за версією «Білборд».
Після виходу мініальбому, 12 та 19 квітня 2019 року Blackpink став першим жіночим K-pop-гуртом, який виступив на фестивалі музики та мистецтв у долині Коачелла. Виступ гурту на Коачелла добре сприйняли як критики, так і фанати, а Ґаб Ґінзберґ із «Білборд» назвав шоу «збуджуючим» і «незабутнім». 16 жовтня 2019 року вийшла японська версія Kill This Love. Вона посіла п'яте місце в Oricon Albums Chart. Blackpink виступив на японських музичних телевізійних програмах Music Station та Love Music. У січні наступного року журнал Paper в щорічному списку Break the Internet Awards визнав Blackpink K-pop-сенсацією 2019 року.

### 2020—2021:The Albumта «The Show»
22 квітня 2020 року Леді Гага підтвердила, що вони разом із Blackpink запишуть один із треків її шостого студійного альбому Chromatica. Їхня спільна композиція «Sour Candy» випущена як промосингл 28 травня 2020 року. У Billboard Hot 100 пісня посіла 33 місце. В Австралії пісня досягла восьмого місця — найвищий рейтинг корейського гурту. «Sour Candy» також досягла 17 рядка у хіт-параді Великої Британії. 18 травня YG Entertainment оголосив, що гурт випустить попередній сингл у червні, а в період із липня до серпня вийде додатковий сингл для просування їхнього першого корейського студійного альбому. 2 червня YG підтвердив, що після його виходу учасниці Розе, Ліса та Джісу випустять свої сольні проєкти, причому Розе буде першою з них. У розпал підготовки до повернення гурту 13 червня лейбл випустив пролог до нового реаліті-шоу Blackpink на YouTube, 24/365 with Blackpink. Шоу документувало їхнє повернення в 2020 році, а також розповідало про повсякденне життя дівчат через відеоблоги.
Сингл «How You Like That» активно тизерили в соціальних мережах напередодні його цифрового релізу 26 червня. У Південній Кореї він протягом трьох тижнів лідирував у Gaon Digital Chart та отримав платиновий сертифікат за понад 100 мільйонів прослуховувань у країні. «How You Like That» посіла 33 місце в Billboard Hot 100. Музичне відео на неї встановило п'ять рекордів Гіннеса, зокрема, 86,3 мільйона переглядів протягом 24 годин після випуску. Пісня очолила десятку найкращих пісень літа 2020 року за версією YouTube Music і перемогла в категорії «Пісня літа» на MTV Video Music Awards 2020 року; таким чином Blackpink стали першим корейським жіночим виконавцем, який переміг на цій церемонії нагородження. Пізніше YG Entertainment оголосили, що другий сингл ««Ice Cream»» з американською співачкою Селеною Гомес вийде 28 серпня. «Ice Cream» посів 13 місце в Billboard Hot 100 — найвищий запис корейського жіночого гурту в топовому американському хіт-параді. Дебют «Ice Cream» на 39 місці у чарті Сполученого Королівства зробив Blackpink корейським виконавцем із найбільшою кількістю пісень (п'ять) у Топ-40 цієї країни на той час.

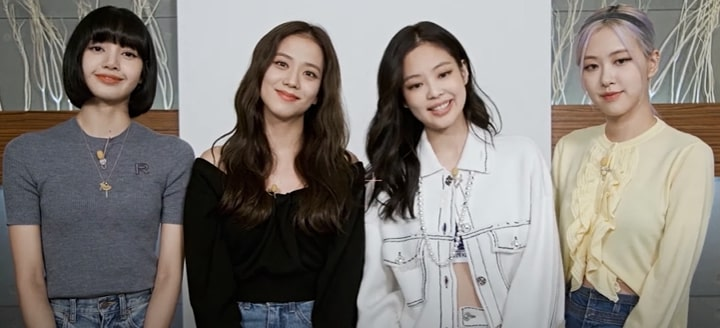
Blackpink у 2020 році

2 жовтня 2020 року Blackpink випустили свій перший корейський студійний альбом The Album разом із третім та головним синглом «Lovesick Girls». Напередодні ексклюзивної прем'єри відеокліпу на пісню «Lovesick Girls» Blackpink з'явилися в новому оригінальному музичному шоу YouTube під назвою Released як перший виконавець; шоу містило моменти гурту з «нефільтрованим доступом». Альбом встановив рекорд продажів серед корейських жіночих гуртів за перший тиждень: лише за один день після випуску продали 590 000 копій. The Album очолив Gaon Album Chart, а його продажі перетнули позначку 1,2 мільйона копій менш ніж за місяць після випуску. Таким чином Blackpink став першим дівочим K-pop-гуртом із мільйонним накладом. Альбом посів п'яте місце за кількістю продажів у світі за даними рейтингу глобальних продажів альбомів IFPI за 2020 рік. The Album досяг другого місця в Billboard 200 та UK Albums Chart. Альбом також лідирував у Billboard Artist 100; Blackpink став першим жіночим гуртом, який очолив його. Для просування альбому 21 жовтня Blackpink виконали «Lovesick Girls» на американських шоу «Доброго ранку, Америко» та «Джиммі Кіммел наживо!». Пісня посіла друге місце в Gaon Digital Chart та отримала платиновий сертифікат за 100 000 000 прослуховувань у Південній Кореї; у США вона досягла 59 місця в Billboard Hot 100. Крім того, «Lovesick Girls» посіла друге місце в Billboard Global 200 й очолила Global Excl. U.S..
14 жовтня 2020 року на Netflix відбулася прем'єра документального фільму гурту Blackpink: Light Up the Sky. Він містить кадри тренувань дівчат та їхнього життя, закулісні сцени та інтерв'ю з учасницями, в яких вони розповіли з якими складнощами зіткнулися в часи навчання, а також короткі фрагменти запису альбому. Комерційний успіх The Album у поєднанні з документальним фільмом на Netflix призвели до того, що Blackpink очолили рейтинг популярності поп-зірок за жовтень за версією Bloomberg; вони стали першими корейськими виконавцями, які очолили цей рейтинг із моменту його створення в квітні того ж року. 2 грудня Blackpink оголосили про співпрацю з YouTube Music для проведення свого першого концерту в прямому ефірі. Пряма трансляція під назвою «The Show» мала відбутися 27 грудня 2020 року, але її перенесли на 31 січня 2021 року через пандемію COVID-19. На концерті вперше виконали наживо кілька пісень з альбому, а також пісню Розе «Gone» з її першого сольного сингл-альбому R. Понад 280 000 людей придбали підписку на YouTube Music, щоб отримати доступ до шоу, а сам концерт транслювався в прямому ефірі в 100 країнах.
3 серпня 2021 року Blackpink випустили японську версію The Album разом із японськими версіями чотирьох пісень (із восьми): «How You Like That», «Pretty Savage», «Lovesick Girls» і «You Never Know». Японське видання The Album досягло третього місця в Oricon Albums Chart. 4 серпня в кінотеатрах відбулася прем'єра документального фільму під назвою Blackpink: The Movie, у якому демонстрували ексклюзивні інтерв'ю з учасницями гурту, а також концертні виступи з «The Show» та світового туру «In Your Area World Tour».

### 2022—2023:Born Pinkі другий світовий тур
6 липня 2022 року YG Entertainment оголосив, що Blackpink перебував на завершальній стадії запису нового альбому з планами записати відеокліп у середині липня та випустити нову пісню в серпні. Вони також підтвердили, що наприкінці року гурт вирушить в другий світовий тур. 12 липня YG повідомив, що з 22 до 30 липня Blackpink проведуть у мобільній грі PUBG Mobile віртуальний внутрішньоігровий концерт під назвою «Blackpink: The Virtual», під час якого, окрім уже відомих пісень гурту, буде виконано спеціальний трек під назвою «Ready for Love». 29 липня «Ready for Love» вийшов разом із повністю анімаційним музичним відео.

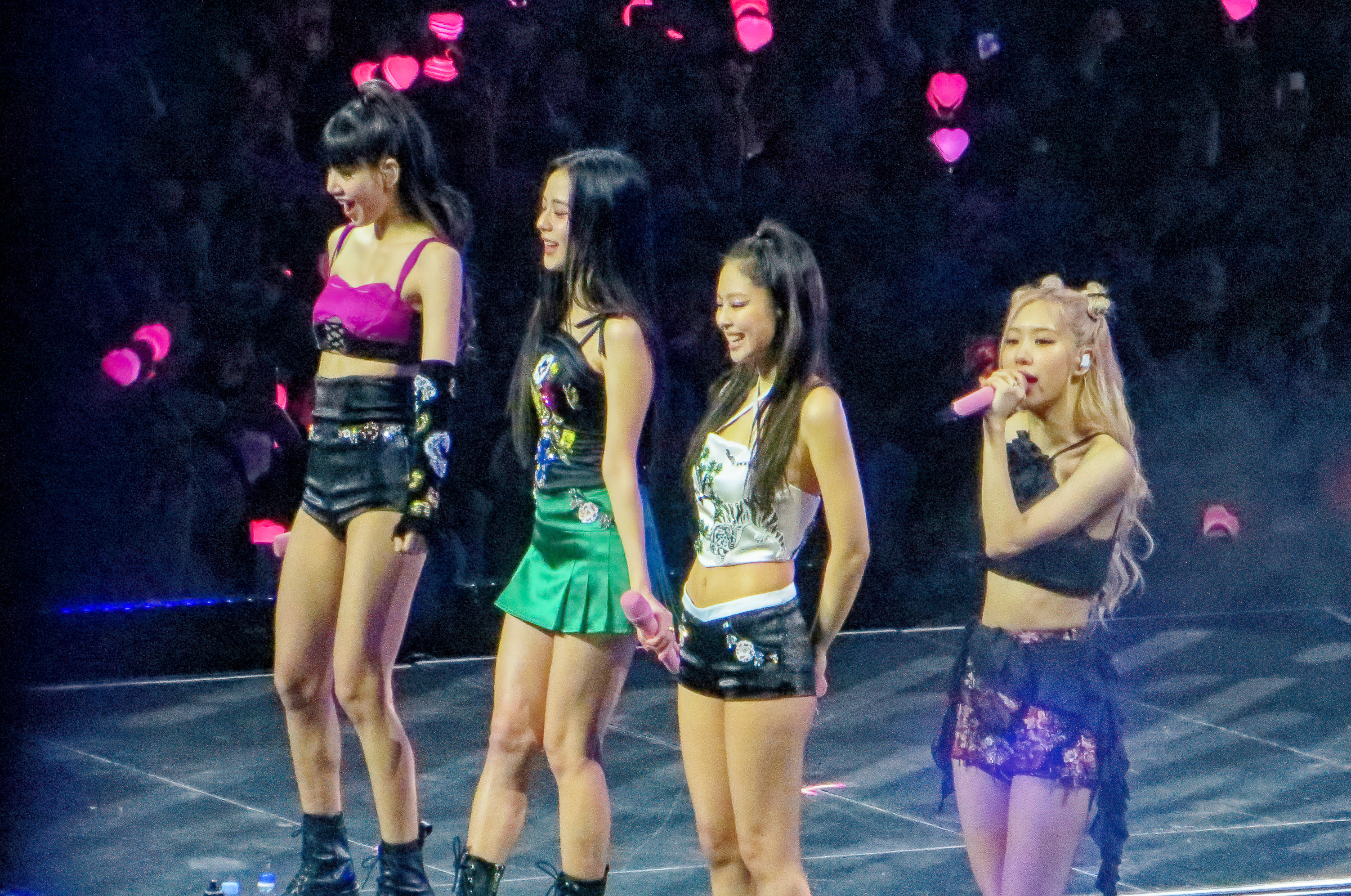
Blackpink виступають на лондонській сцені під час світового туру «Born Pink World Tour», грудень 2022 року

31 липня оголосили, що Blackpink мають випустити попередній сингл під назвою «Pink Venom» 19 серпня, напередодні виходу свого другого альбому у вересні. Вслід за ним у жовтні розпочнеться світовий тур. Після випуску «Pink Venom» очолював чарт Billboard Global 200 протягом двох тижнів і став першою піснею жіночого гурту та першою корейською піснею, яка лідирувала в чарті протягом кількох тижнів. Вона посіла друге місце в південнокорейському Circle Digital Chart, 22 місце в американському Billboard Hot 100, а також стала першою піснею корейського гурту, яка очолила австралійський ARIA Singles Chart. 28 серпня Blackpink виконали «Pink Venom» на церемонії вручення нагород MTV Video Music Awards 2022. Уперше дівочий K-pop-гурт здобув перемогу за «Найкращий виступ у метавсесвіті» з віртуальним концертом «Blackpink: The Virtual».
16 вересня 2022 року Blackpink випустили свій другий студійний альбом, Born Pink, із головним синглом «Shut Down». Ця пісня згодом очолила Billboard Global 200, посіла третє місце в Circle Digital Chart і 25 місце в Billboard Hot 100. Born Pink дебютував під номером один у Circle Album Chart — 2 141 281 копію продали менш ніж за два дні; понад два мільйони копій альбому дівочого K-pop-гурту розпродали вперше. Він очолив американський хіт-парад Billboard 200. З альбомом корейських виконавиць це сталося вперше, а серед жіночих гуртів загалом Blackpink стали другими (після Danity Kane 2008 року). У Сполученому Королівстві Born Pink також став першим альбомом жіночого K-pop-гурту, що лідирував у UK Albums Chart. Дівочий гурт очолив одночасно альбомні чарти США та Великої Британії (удруге після Destiny's Child з їхнім Survivor у 2001 році). За даними Міжнародної федерації фонографічної індустрії, Born Pink став восьмим альбомом-бестселером у всьому світі в усіх форматах протягом 2022 року. У грудні журнал «Тайм» назвав Blackpink «Артистами року».
Після випуску альбому Blackpink вирушили у світовий тур під назвою «Born Pink», який розпочався в Сеулі 15 жовтня 2022 року, продовжився в Північній Америці та Європі до кінця 2022 року. Під час нього гурт вперше наживо виконував пісні з Born Pink та сольні релізи учасниць: сингл-альбоми R (2021) Розе, Lalisa (2021) Ліси та Me (2023) Джісу, а також сингл «You & Me» (2023) Дженні. Починаючи з 2 грудня на YouTube виходило реаліті-шоу Born Pink Memories, в якому задокументовано залаштункові відеоблоги всієї ери Born Pink, від підготовки до повернення до гастролей. 28 січня 2023 року гурт виконав «Pink Venom» і «Shut Down» разом із музикантами Готьє Капюсоном та Даніелем Лозаковичем у Парижі на благодійному заході під назвою «Le Gala des Pièces Jaunes», організованому першою леді Франції Бріжит Макрон. 2023 року тур продовжили стадіонними виступами по всій Азії, а також кількома концертами на інших континентах.

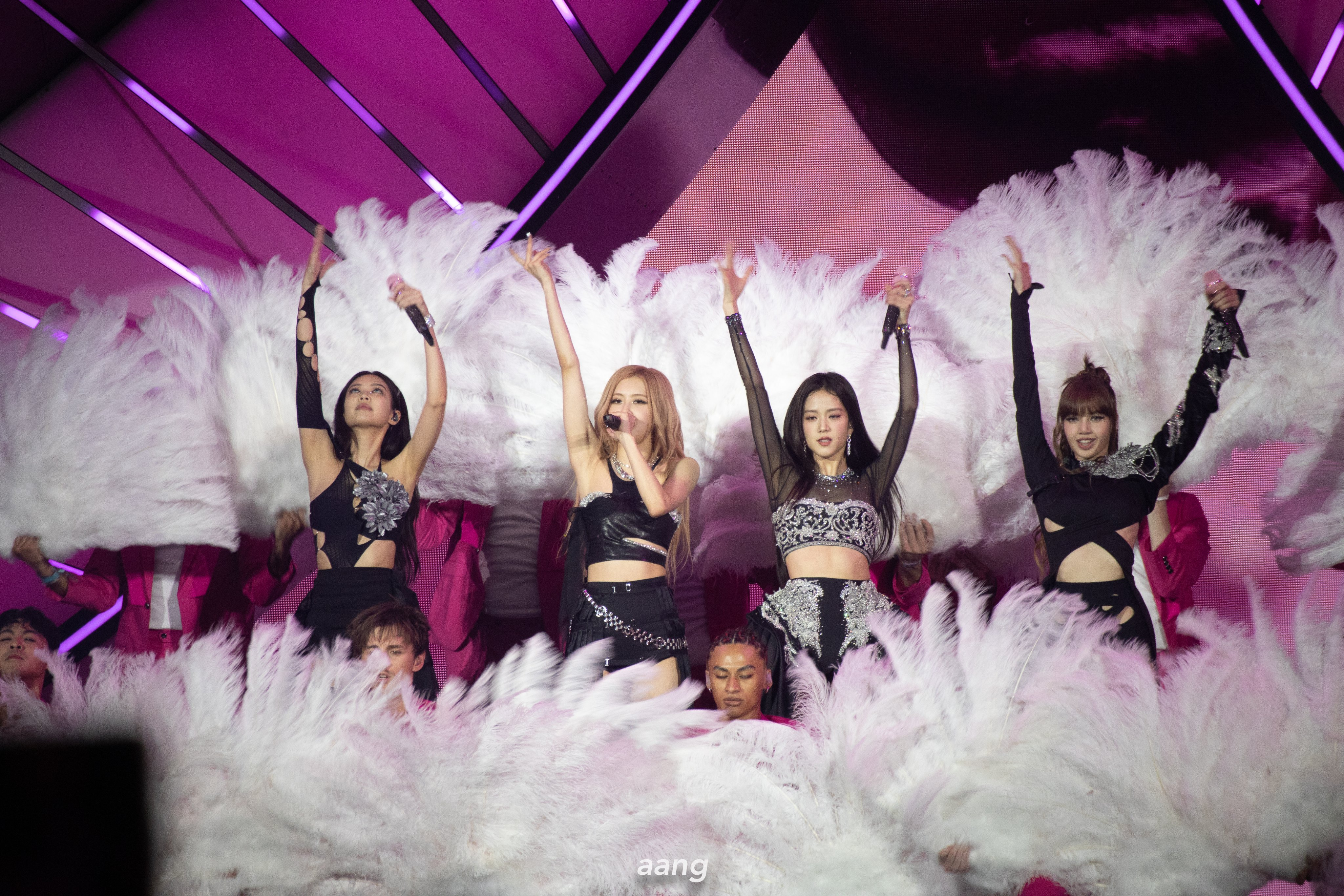
Blackpink під час виступу на Коачелла, 2023 рік

15 й 22 квітня 2023 року Blackpink були хедлайнерами фестивалю музики та мистецтв у долині Коачелла, увійшовши в історію як перший азійський гурт із подібним досягненням. Концерт на Коачелла позитивно сприйняли фанати та критики, які високо оцінили впевнений та енергійний виступ дівчат і назвали його історичним моментом для представлення K-pop на світовій арені. 2 липня Blackpink вперше серед корейських гуртів очолив великий британський фестиваль British Summer Time Hyde Park у Лондоні. У липні гурт повернувся з туром по стадіонах, який розпочався у Франції та Сполучених Штатах. Під час нього Blackpink встановив ще декілька рекордів, зокрема, став першим корейським жіночим гуртом, який виступив на стадіоні в Європі, а також на Елліджент-стедіум, Оракл-Парк і Доджер-Стедіум у Сполучених Штатах, і третіми виконавицями (після Бейонсе і Тейлор Свіфт), чиї квитки на концерт на Мет-Лайф Стедіум було повністю розпродано.
18 травня гурт оголосив про вихід промосинглу та за сумісництвом частини саундтреку мобільної гри Blackpink: The Game «The Girls». Пісня вийшла 25 серпня 2023 року. Саундтрек вийшов разом із фізичною версією, яка очолила Circle Album Chart із 160 460 проданими копіями за перший тиждень. Альбом гурту вп'яте лідирував у цьому чарті. На церемонії вручення нагород MTV Video Music Awards у 2023 році Blackpink перемогли в категоріях «Найкраща хореографія» («Pink Venom») та «Найкращий гурт». Останню нагороду жіночий гурт отримав удруге в історії (після TLC у 1999 році). Світовий тур «Born Pink» завершився 17 вересня двома концертами в Сеулі; він зібрав загалом 1,8 мільйона відвідувачів і став найвідвідуванішим туром корейського жіночого гурту. «Born Pink World Tour» посів десяте місце у світовому рейтингу 40 найкращих турів на кінець 2023 року за версією «Білборд» та очолив рейтинг K-pop-турне року. Зібравши 330 мільйонів доларів в усьому світі, він побив рекорд Spice World — Tour 2019 (Spice Girls) і став найкасовішим концертним туром жіночого гурту. «Born Pink World Tour» також зібрав найбільшу касу серед азійських гуртів в історії.

### 2023—дотепер: Поновлення контрактів та третій світовий тур
Оскільки контракти Blackpink з YG Entertainment закінчувалися в серпні 2023 року, у липні лейбл опублікував заяву для південнокорейських ЗМІ, де підтвердив, що поновлення контракту вже обговорювалося, а в листопаді повідомив, що вони «все ще ведуть переговори з артистами щодо їх ексклюзивних контрактів». 15 листопада «Білборд» анонсував Blackpink: A VR Encore — виступ гурту на біс у Сеулі у версії для віртуальної реальності, створену в партнерстві з Meta. Прем'єра 70-хвилинного віртуального концерту, створеного Diamond Bros, відбулася 26 грудня в Horizon Worlds. 5 грудня 2023 року YG Entertainment підтвердили, що всі чотири учасниці Blackpink продовжили свої контракти на гуртову діяльність та пообіцяли випустити новий альбом і відправитися в світовий тур.

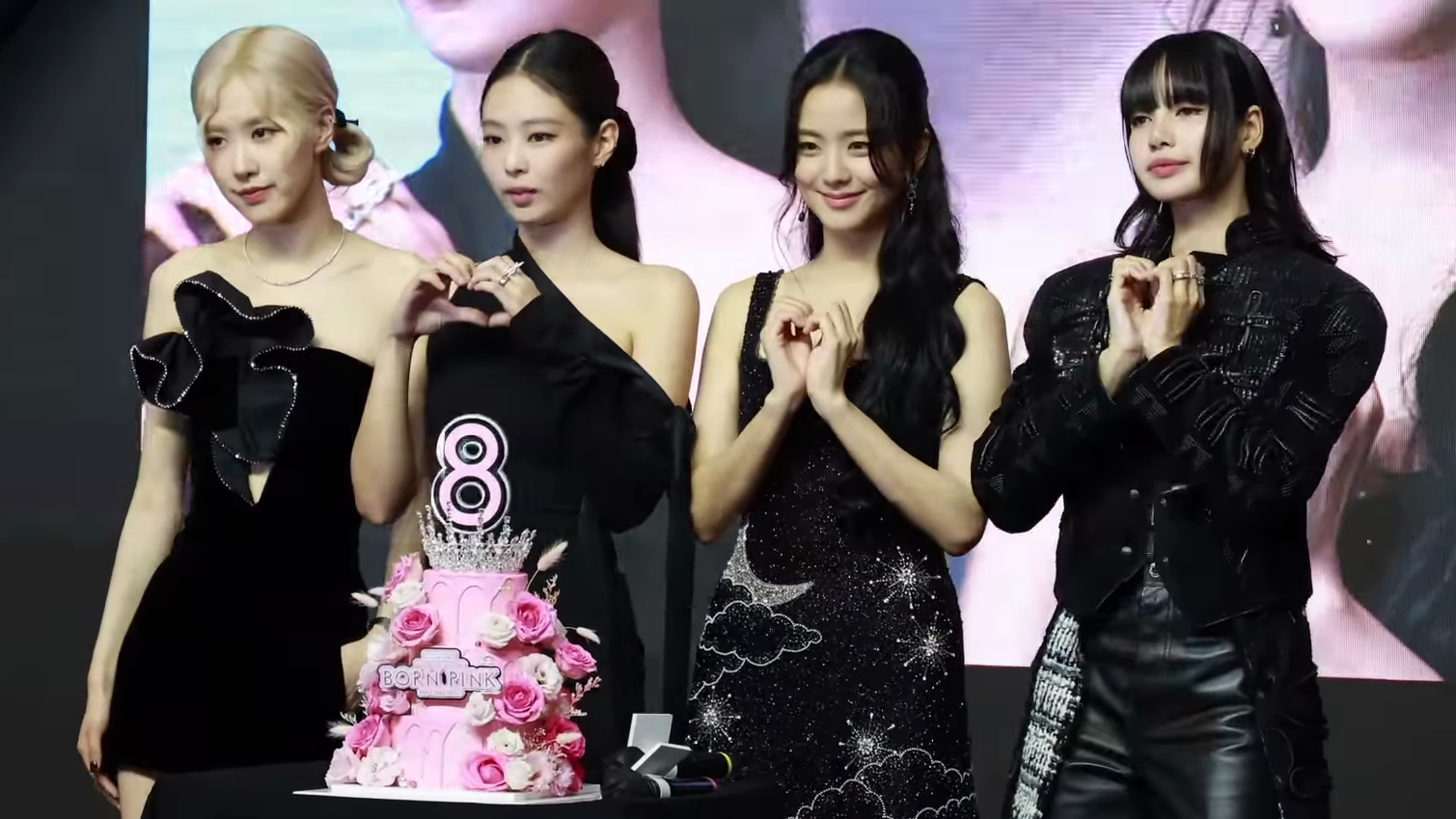
Учасниці на прем'єрі фільму Blackpink World Tour [Born Pink] in Cinemas, 2024 рік

31 липня 2024 року в кінотеатрах 110 країн світу відбулася прем'єра концертного фільму Blackpink World Tour [Born Pink] in Cinemas, присвяченого восьмій річниці дебюту Blackpink. Він складається з виступів гурту на сеульському Gocheok Dome, а також кадрів з інших концертів туру. 9 серпня Blackpink на честь виходу фільму провели захід «Рожева доріжка» у торгівельному центрі «Таймс-сквер» у районі Йондонпо, Сеул. 8 серпня 2024 року в Сеулі Blackpink відзначили з шанувальниками восьму річницю свого дебюту. Для святкування обрали 88 фанатів шляхом жеребкування на платформі Weverse. Розказуючи про майбутні плани YG Entertainment, Ян Хьонсок (гендиректор лейблу) підтвердив, що у 2025 році Blackpink повернеться і вирушить у світовий тур.
5 лютого 2025 року Blackpink випустили перше тизер свого майбутнього турне. 19 лютого гурт оголосив дати світового туру, який розпочнеться 5 липня на стадіоні Коян у Сеулі та продовжиться на стадіонах Північної Америки та Європи, зокрема на лондонському стадіоні Вемблі, на якому ще жоден жіночий K-pop-гурт не виступав. 3 травня 2025 року Ліса оголосила, що незабаром вийде третій альбом Blackpink. 16 травня була оприлюднена назва турне — «Deadline World Tour». 23 червня компанія YG Entertainment повідомила, що Blackpink представять свій камбек-сингл на першому концерті туру в Коянзі. Після виступу гурту 5 липня сингл «Jump» офіційно вийшов на стримінгових платформах 11 липня. Це стало першим релізом YG Entertainment у новому дистриб'юторському партнерстві з The Orchard, яке замінило попереднього дистрибутора гурту Interscope Records.

## Учасниці
- Джісу
- Дженні
- Розе
- Ліса

| Сценічне ім'я | Сценічне ім'я | Справжнє ім'я  | Справжнє ім'я               | Дата народження            | Позиції в гурті                                           |
| Українською   | Хангиль       | Українською    | Хангиль / Абугіда           | Дата народження            | Позиції в гурті                                           |
| ------------- | ------------- | -------------- | --------------------------- | -------------------------- | --------------------------------------------------------- |
| Джісу         | 지수          | Кім Джісу      | 김지수                      | 3 січня 1995 (30 років)    | Віжуал, ведуча вокалістка                                 |
| Дженні        | 제니          | Кім Дженні     | 김제니                      | 16 січня 1996 (29 років)   | Головна реперка, ведуча вокалістка                        |
| Розе          | 로제          | Пак Чхейон     | 박채영                      | 11 лютого 1997 (28 років)  | Головна вокалістка, ведуча танцівниця                     |
| Ліса          | 리사          | Лаліса Манобан | 라리사 마노반 / ลลิษา มโนบาล | 27 березня 1997 (28 років) | Головна танцівниця, ведуча реперка, саб-вокалістка, макне |

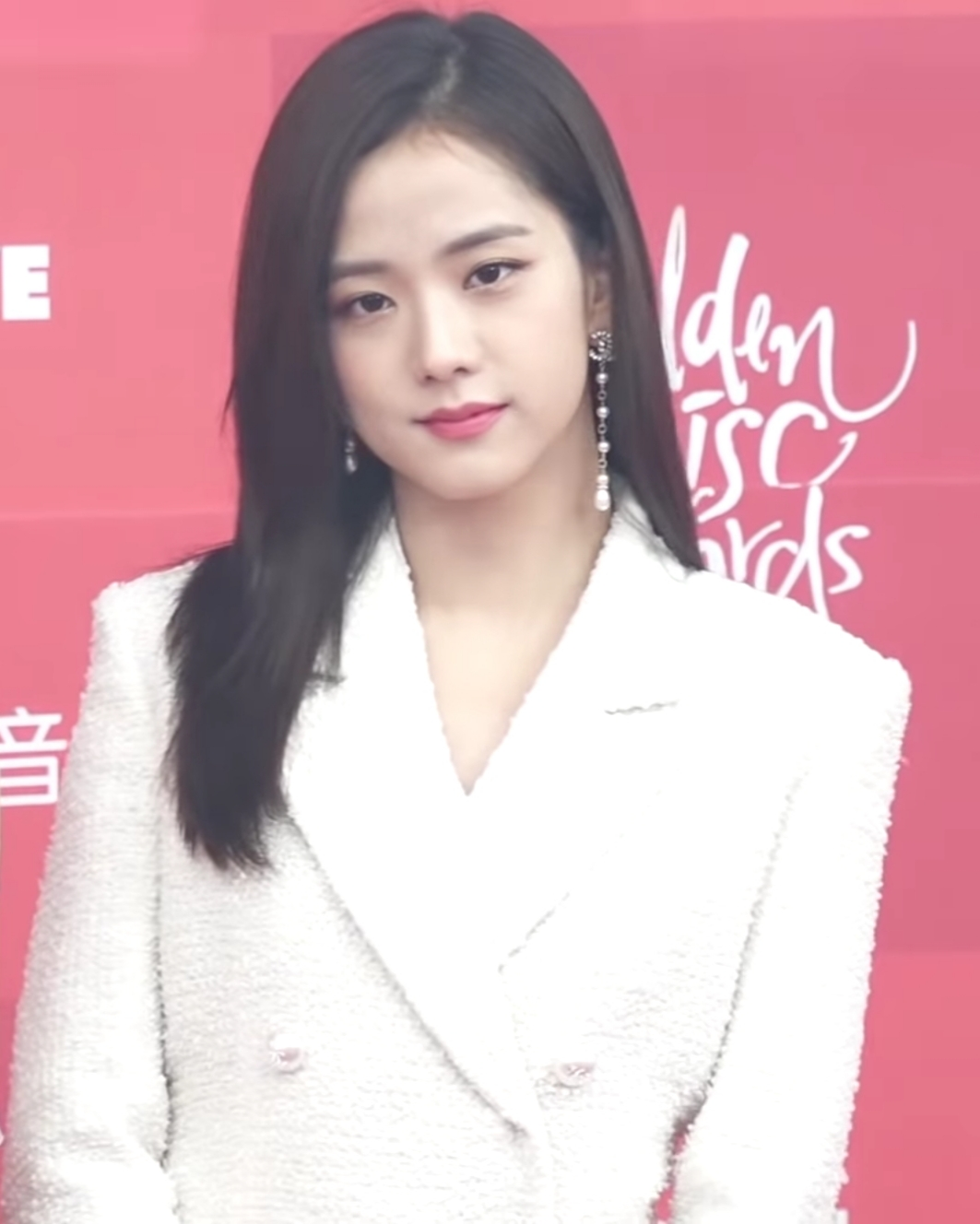
Джісу
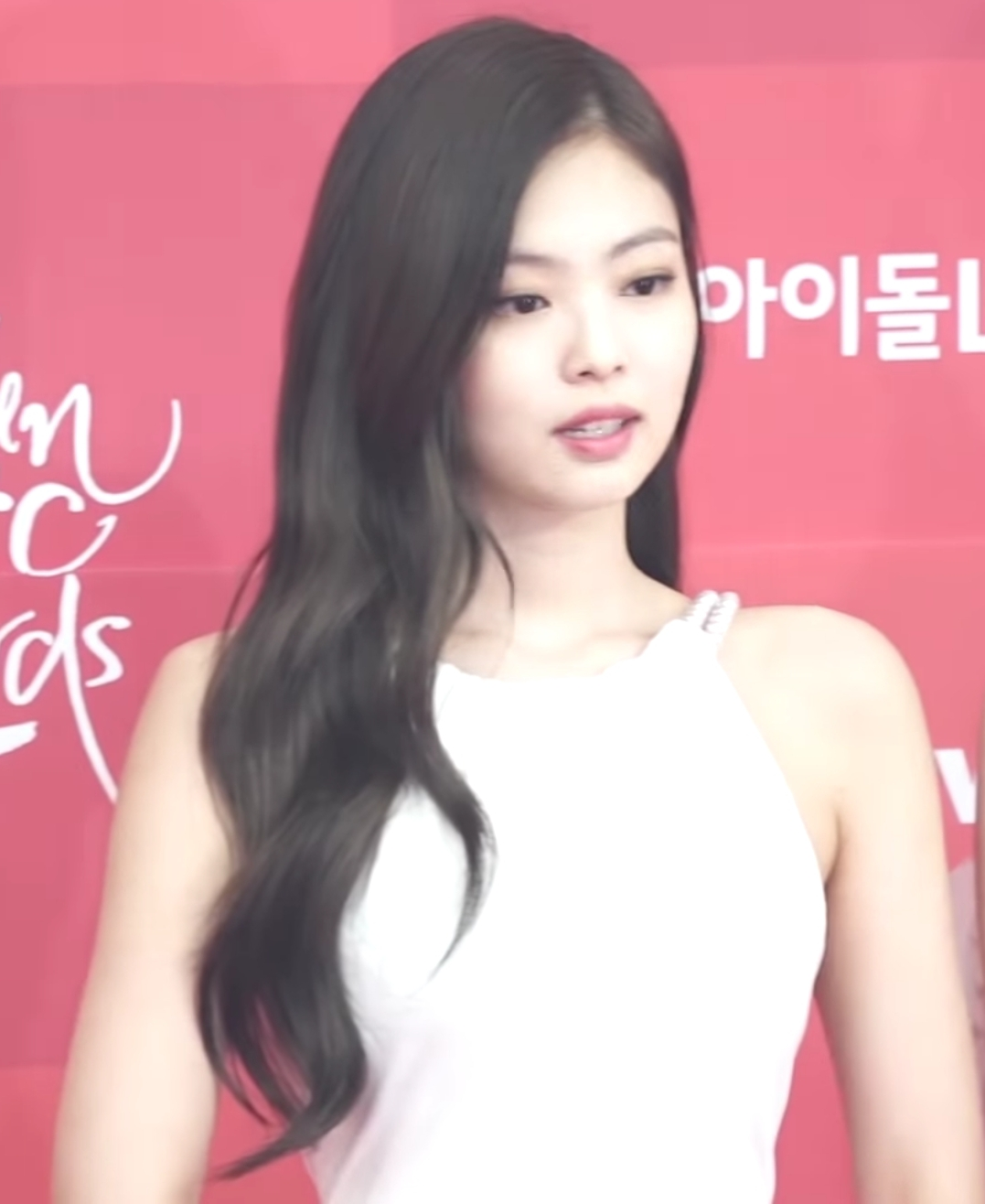
Дженні
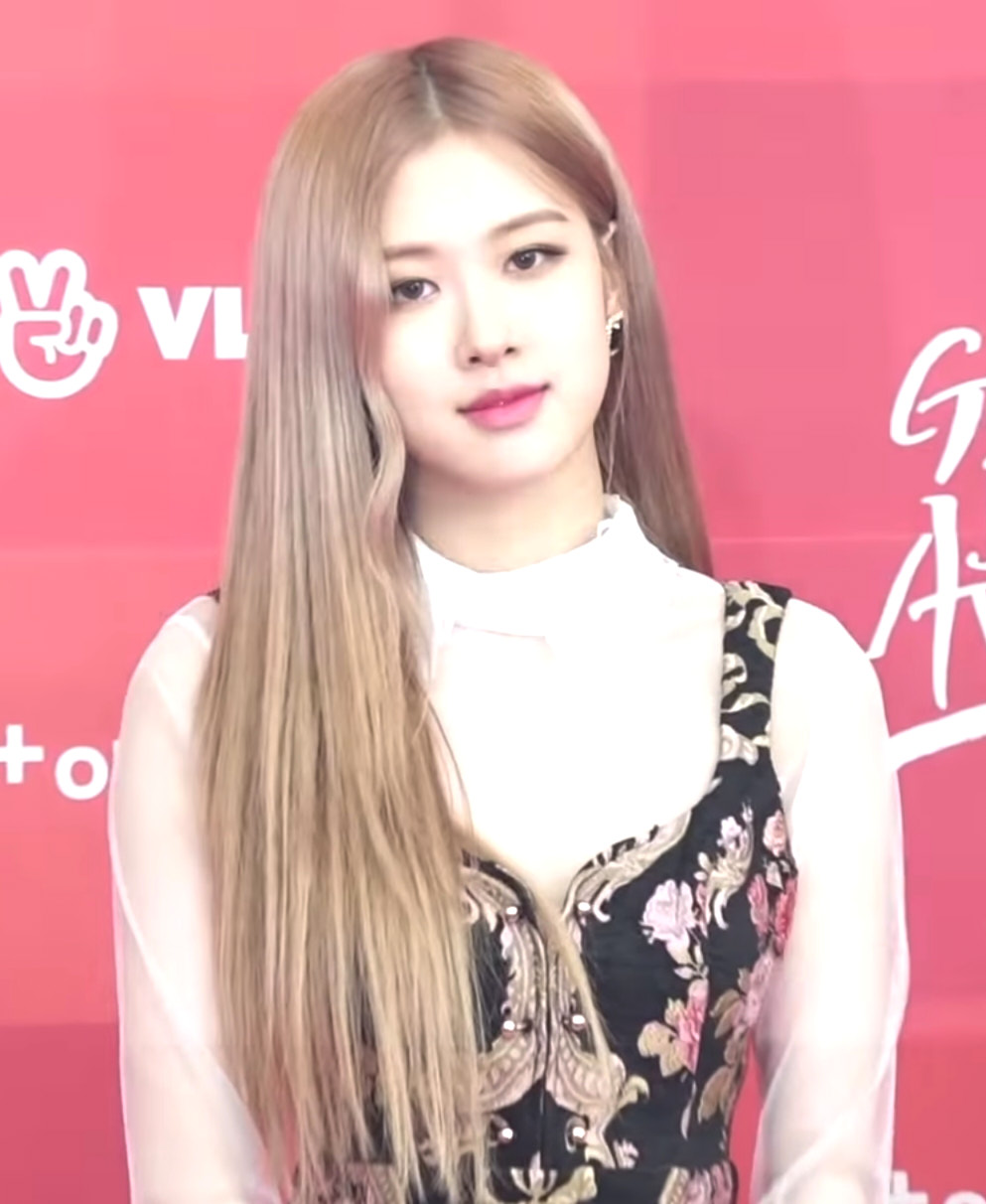
Розе
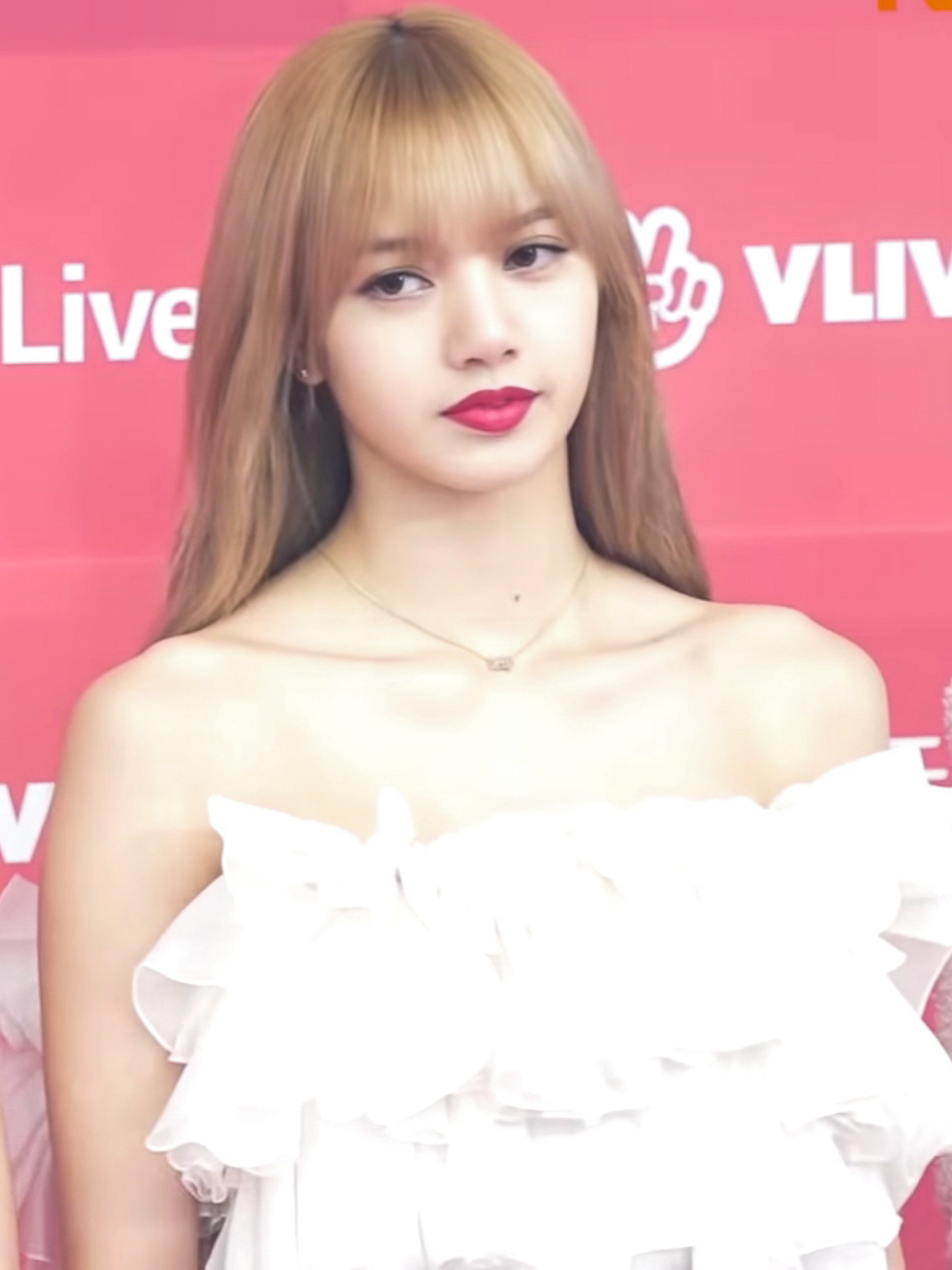
Ліса

Примітка: у Blackpink немає лідера чи центру (особи з центральною позицією в танці).

## Артистизм

### Музичний стиль та текст
Музичний стиль Blackpink переважно базується на EDM та попмузиці з елементами хіп-хопу та трепу. Крім того, у своїй дискографії гурт використовує інші різноманітні музичні жанри, такі як R&B, арабська музика, балада, диско та рок. «Тайм» схарактеризував їхню музику як поєднання «сміливого репу, потужного співу та шикарного стилю». Характерним елементом пісень Blackpink є часте використання басу, особливо перед приспівом, що музичні критики вважають визначальним аспектом їхнього звучання. Ім Хьонсу із The Korea Herald асоціював звуковий ландшафт Blackpink із «грандіозними вступами, потужним басом та приспівами в стилі треп-EDM». Кітті Емпайр із «Ґардіан» зазначила, що гурт «збирає усі найкращі аспекти західної попмузики… і кидає їх у блендер, а потім передає у покращеному вигляді». На думку оглядача це позбавляє Blackpink (і увесь K-pop) від усього «музично нудного».
Коли Blackpink дебютували в серпні 2016 року, пісні «Boombayah» і «Whistle» швидко привернули увагу завдяки своїм сильним та яскравим мелодіям. «Boombayah» — це пісня в жанрах хіп-хоп та хаус, тоді як «Whistle» характеризується як типовий EDM. Міні-альбом Square Two, який вийшов наприкінці жовтня 2016 року, містить сингли «Playing with Fire» — тропікал-хаус-пісня з літнім звучанням —, та «Stay» — акустична пісня, яка поєднує жанри фолк-музики, блюзу та кантрі. Хоча стиль «Playing With Fire» більше нагадує дебют Blackpink, «Stay» надав абсолютно нове дихання гурту чи навіть усьому K-pop. Пісня наповнена звуками гітари та демонструє ніжну сторону Blackpink. П'ятий сингл гурту «As If It's Your Last» виконаний у милих, молодіжних стилях регі, хаусу й мумбатону, та повністю відрізняється від попередніх релізів гурту. Пісню «Ddu-Du Ddu-Du» назвали візитною карткою гурту. Дебютний альбом Blackpink The Album поєднав жанри поп, EDM, хіп-хоп, треп та балади. Головний сингл «Lovesick Girls» належить до жанру електропоп, а гітарні звуки створюють стиль кантрі з додаванням ретро. Пісня передає слухачам історію дівчат, які страждають від кохання і вважають його «хворобою». Однак «Pretty Savage» і «Crazy Over You» — це пісні з яскравими мелодіями, які супроводжуються «спокусливим, новим образом, який яскраво демонструє індивідуальність чорного та молодіжного рожевого».
Оглядач Тамар Херман із журналу «Білборд» вважала, що успіх Blackpink полягав у привабливих текстах, і додала, що гурт мав «намір „захопити світ“ ще на етапі композиції пісень». У дебютному альбомі гурту пісні «Bet You Wanna», «Crazy Over You» та «Love to Hate Me» повністю написані англійською мовою, а в «Ice Cream» корейською написана лише реп-партія Ліси. У піснях Blackpink часто використовуються «вражаючі» та «захопливі» англійські фрази. Крилаті фрази дівчат на зразок «Blackpink in your area!» (укр. Blackpink у твоєму районі!) або «Blackpink is the revolution» (укр. Blackpink — це революція) — характерна родзинка гурту. Крім того, вважається, що речення на кшталт «How you like that?» (укр. Як тобі це подобається?), «Look at you, now look at me!» (укр. Подивись на себе, тепер подивись на мене!) або безглузді фрази на зразок «Ddu, ddu, ddu, ddu-ddu-ddu» чи «Rum, pum, pum, pum, pum, pum, pum» збуджують слухачів та змушують їх підспівувати. Окрім тексту, запорукою успіху кожного твору є ретельність у створенні композиції. Продюсер Тедді Пак, який є автором та аранжувальником більшості пісень гурту, у документальному фільмі Blackpink: Light Up the Sky розповів, що для отримання свистячого звуку у «Whistle» Blackpink довелося записувати його близько 1000 разів.
Теми текстів гурту часто охоплюють такі теми, як незалежність, розширення прав і можливостей жінок, наслідки розлучень, керування токсичними стосунками та нюанси романтики. В інтерв'ю Rolling Stone Джісу пояснила, що учасниці від початку залучені в творчий процес — від «вибудовування пісні» до «додавання того чи іншого відчуття» та «обміну відгуками». Стосовно їхньої роботи «Білборд» заявив, що Blackpink «переписали значення K-pop, а їхня краса — для них самих, а не для когось іншого».
Однак Blackpink та їхній лейбл нерідко критикували за дуже бідну дискографію: порівняно з іншими K-pop-гуртами, які випускають по декілька альбомів щороку, Blackpink (за винятком 2016 року) випускали лише по одному релізу на рік, або навіть рідше. Кількість пісень (загалом 42, якщо врахувати сольні релізи та колаборації; якщо не враховувати, то лише 30) теж піддавали критиці.

### Сцена

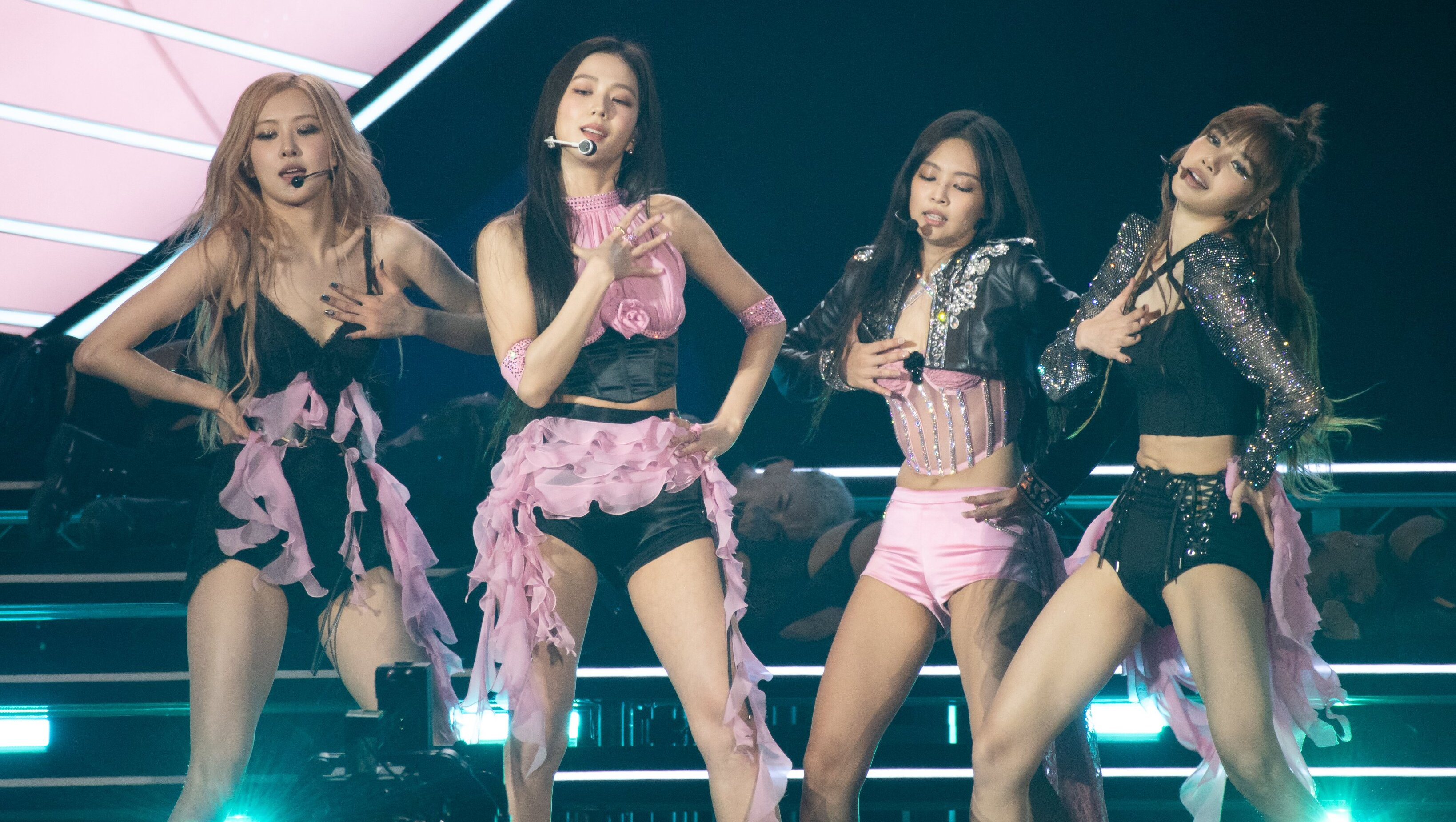
Blackpink на музичному фестивалі Коачелла у квітні 2023 року

Blackpink отримали численні відзнаки за яскраву хореографію та концертні виступи. Гурт із самого дебюту співпрацює з хореографом Кайлом Ханаґамі, який, між іншим, працював із Джастіном Бібером та Аріаною Ґранде, а також з іншими відомими K-pop-виконавцями. Кріс Віллмен з «Вараєті» похвалив хореографію дівчат, назвавши її «більшою перевагою, ніж музика», та додав, що «вона була настільки бездоганною серед четвірки, що додавання півдюжини інших танцюристів здавалося зайвим», а рецензентка Кітті Емпайр назвала хореографію «гострою». Однак, інші оглядачі позитивно відгукувалися й про допоміжних танцюристів. Окрему увагу привернули зміна сценічного вбрання між виступами та використання живої музики. Крім того, через невелику кількість власних пісень, Blackpink нерідко виконують кавери на твори інших виконавців.
На концертах Blackpink використовувалися яскраві спецефекти. Зокрема, другий виступ гурту на Коачелла відкрили світловим шоу дронів — численні безпілотники створювали із сяючих куль різноманітні 3D-форми над сценою фестивалю: космонавта, дракона, метелика, серця, колеса огляду тощо. Джефф Міллер з «Вараєті» назвав виставу «приголомшливим 3D-видовищем», а Ріан Дейлі з NME описала її, як «чудову підготовку до головної події, яка вражає глядачів фестивалю та передчуває майбутю появу четвірки». Окрім того, під час виступів Blackpink постійно використовувалися дим, гра зі світлом, гармати з конфеті та різноманітна піротехніка, зокрема й з кольоровим полум'ям. На першому виступі на Коачелла (2019) гурт використовував спеціальну установку, яка проєктувала 3D-ефекти галактики та барвисті тексти деяких пісень, а другий перформанс (2023) відзначився феєрверками, лазерами, «дзвінкими світловими екранами» та ефектами ударів блискавки.
Тамар Херман із «Вараєті» відзначила Blackpink за поєднання «грайливого спілкування з натовпом» і «чарівного професіоналізму». Вона додала: «Кожна жінка по-своєму вагалася протягом усього шоу між почуттям достатку та чистою інтенсивністю. Іноді вони домагалися своєї мети з неймовірною люттю, а іноді посміхалися, підтягуючи іншу учасницю до камери для внесення лепти, коли самі були зайняті грою з фанатами».

### Вплив
На початку своєї кар'єри Blackpink заявили, що наслідуватимуть товариша по лейблу 2NE1 та «покажуть [свій] унікальний колір». У епізоді Carpool Karaoke 2023 року учасниці розповіли, що вони надихалися TLC і Spice Girls, коли росли, слухаючи їхню музику. Дженні зазначила, що гурт захоплювався вокалом, репом і хіп-хоп стилем TLC, а також виразними індивідуальними персонажами Spice Girls: «Це було тим, чого ми прагнули, і це був дуже культовий жіночий гурт в історії, ми виросли на ньому».
У 2020 році під час роботи з Леді Гагою над піснею «Sour Candy» учасниці гурту заявили, що вважають її музичний вплив основним; Дженні згадала, як була вражена креативністю та модою музичного відеокліпу на пісню «Telephone» (2010), коли вперше побачила його. Серед інших виконавців, які вплинули на Blackpink, — Аріана Ґранде, Cardi B та Селена Гомес.

## Публічний образ

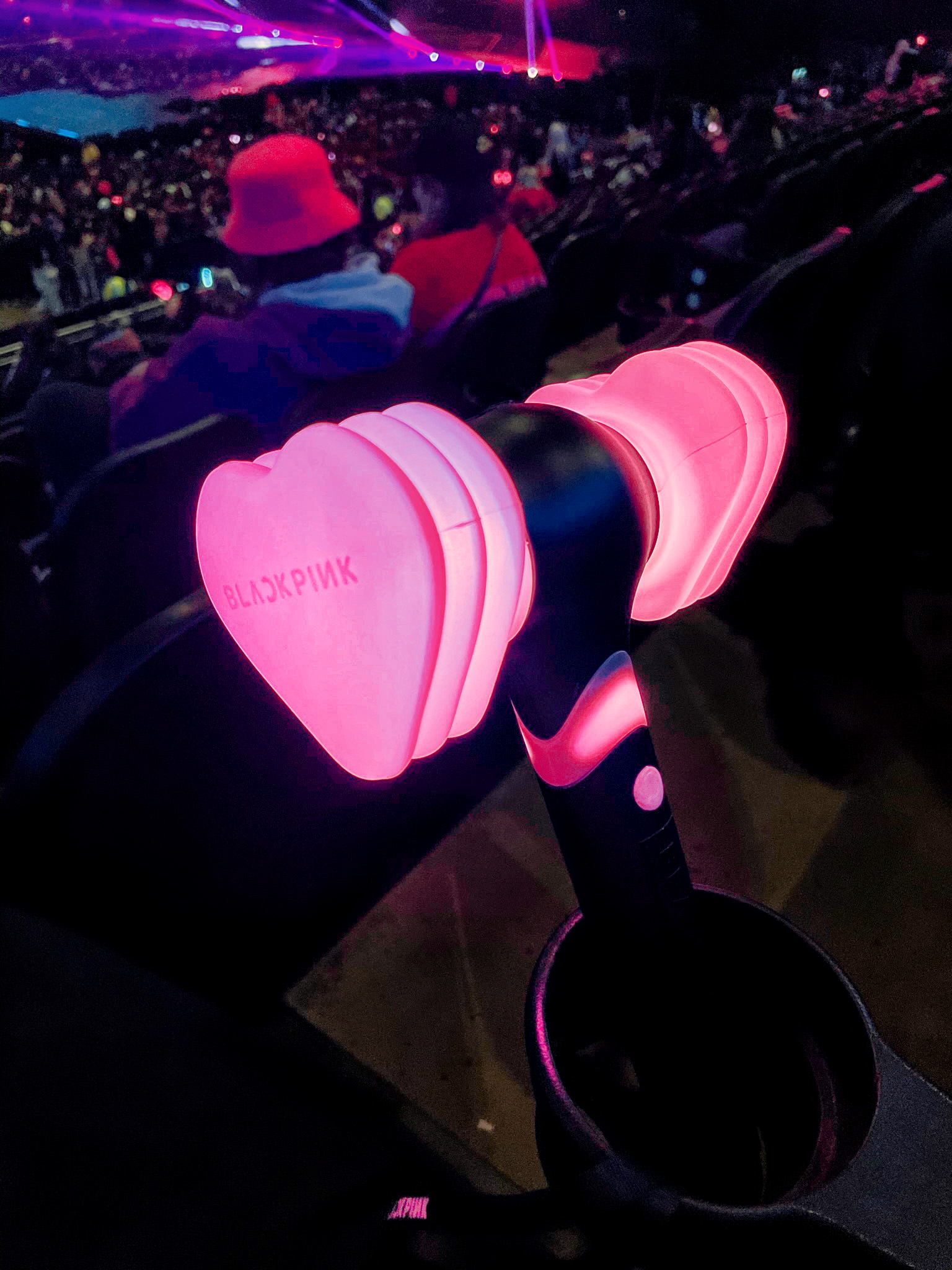
Світлова паличка, яку використовує фандом Blackpink, знаний як «Блінки» (Blinks)

Blackpink мали на меті представити два контрастні аспекти своєї музичної особистості, віддзеркалюючи свою назву. «Чорний» аспект гурту втілює образ «ґерл-краш», а «рожевий» відображає жіночніший та яскравіший образ. В інтерв'ю Джиммі Кіммелу Розе пояснила, що «є два кольори, які представляють нас найбільше, тому що ми дуже дівчачі, але водночас ми дуже дикі» та додала, що пісня «Pretty Savage» найкраще описує їх, тому що «в ній ніби поєднуються „чорний із рожевим“». На пресконференції, присвяченій випуску «Pink Venom» у серпні 2022 року, Дженні детально розповіла про ідентичність гурту: «Ми намагаємося виражати різні повідомлення через пісні різних жанрів, але Blackpink завжди залишаються гордими та сповненими впевненості; я вважаю, це найближчий опис».
У K-pop Blackpink асоціюються з концепцією «ґерл-краш»; Палмер Хааш із Business Insider писав, що вони «[увірвалися] на K-pop-сцену з набором синглів, які поставили їх на шлях становлення амбасадорами концепції „ґерл-краш“», втілюючи в собі «сексуальність та надихаючу впевненість K-pop-пейзажу». Після виходу «Ddu-Du Ddu-Du» (2018) Кейтлін Кейлі з «Білборд» назвала гурт «найпомітнішим представником ґерл-краш у K-pop». Культурний критик Чон Докхьон дійшов висновку, що дівчата створили впевнений імідж та «твердий фандом», зосереджений на жінках та розширенні їхніх прав і можливостей. Оглядачі з News1 відзначили, що гурт зламав поширене уявлення, що лише чоловічі гурти приваблюють сильний фандом і, таким чином, мають перевагу в індустрії.

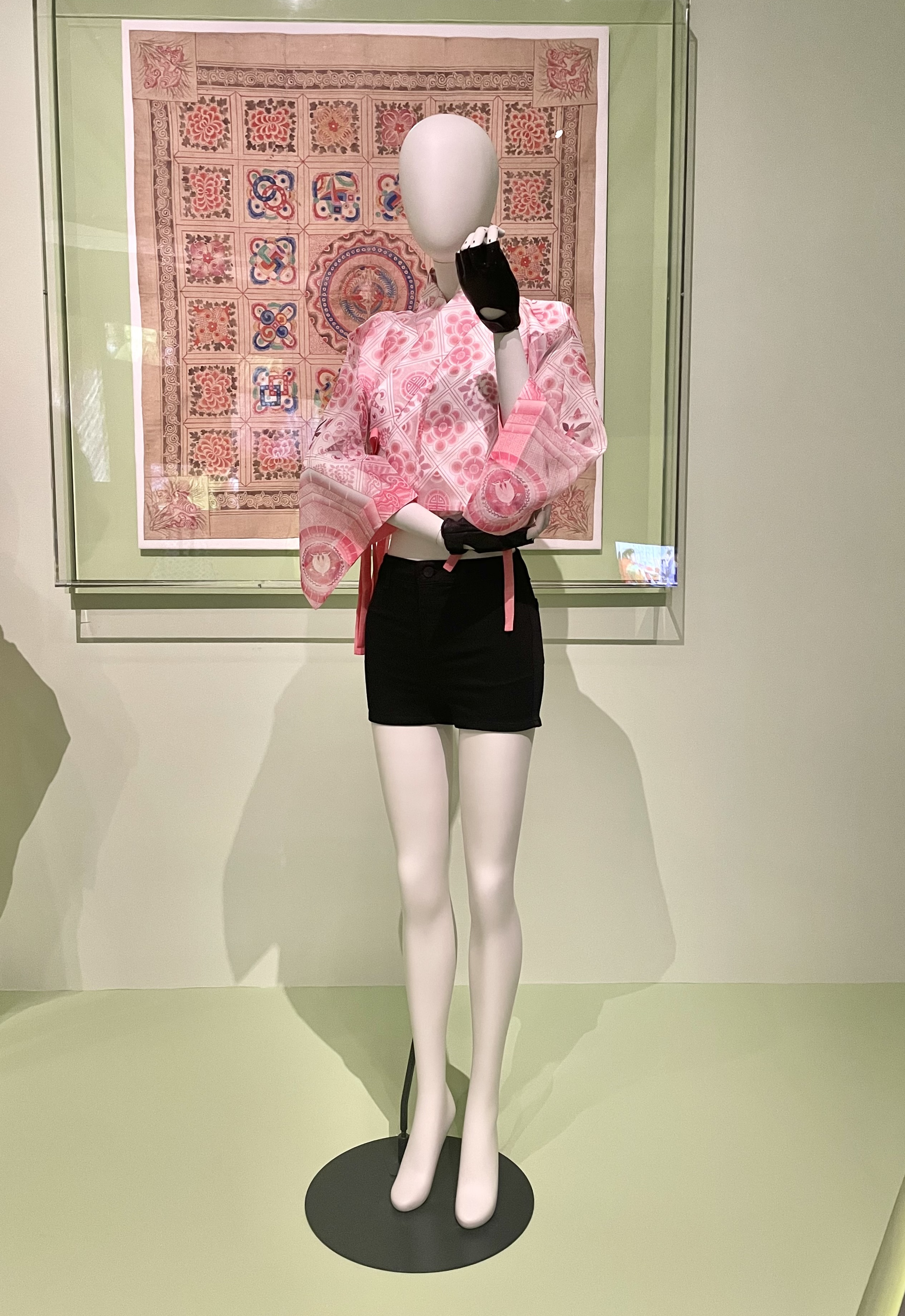
Ханбок чоґорі (одяг), схожий на той, який носила Дженні в кліпі на пісню «How You Like That», виставлений у Музеї витончених мистецтв (Бостон)

Вплив Blackpink поширився не тільки на музику, а й на індустрію моди — усі учасниці були глобальними амбасадорами різних люксових брендів: Джісу в Dior; Дженні в Chanel — ЗМІ часто називають її «дівчиною Chanel» або «живою Chanel», оскільки стиль Дженні відповідає ідентичності бренду; Розе в Yves Saint Laurent; Ліса в Bulgari та Celine — у вересні 2020 року Ліса стала першим глобальним амбасадором Celine з моменту його заснування в 1945 році. Рецензент Місті Вайт Сіделл із модного журналу WWD зауважила: «от що Blackpink зробив краще, ніж будь-який жіночий гурт до нього, так це використав моду як інструмент позиціонування своїх учасниць як справжніх ідолів — більш стильних, зібраних та красивих, ніж звичайні люди. Але в ретельно відредагованих відеозаписах і залаштункових сюжетах, опублікованих лейблом гурту, учасниці випромінюють запаморочену молодість, яка робить їх доступними». Міжнародні ЗМІ відзначали гурт за те, що той привернув увагу до південнокорейського національного одягу — ханбоку — через сучасну інтерпретацію традиційного костюма в музичному відео «How You Like That» та концертах. Blackpink вважає моду важливою частиною свого публічного образу: Дженні сказала журналу Elle, що вона «безперечно дає нам таку ж силу, як і музика», а Розе додала, що «музика та мода — невіддільні речі». Їхній стиль відзначила Джеймелінн То із South China Morning Post за поєднання групової однорідності з індивідуальними смаками.

## Культурний вплив

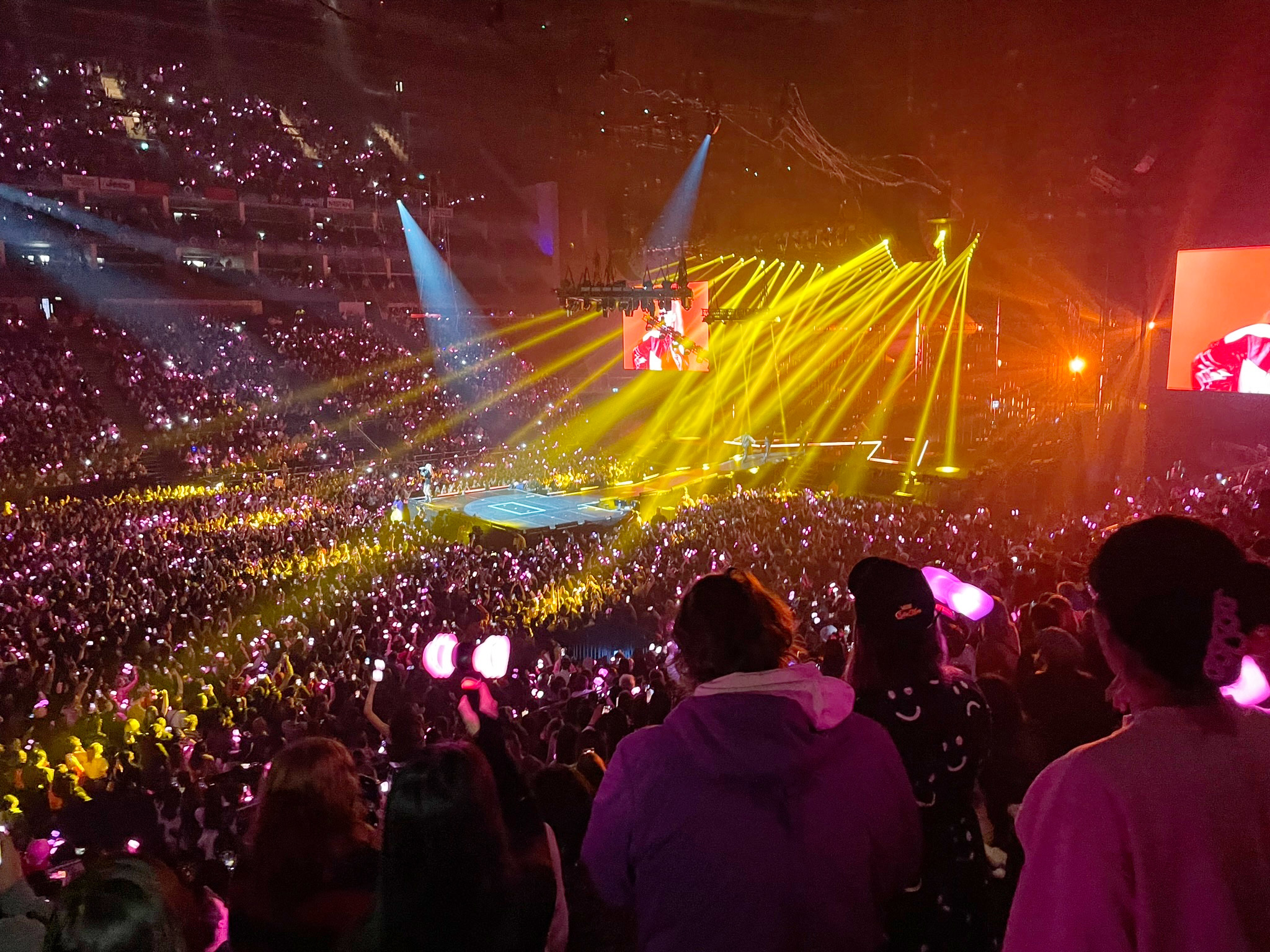
Виступ Blackpink на арені O2 в Лондоні під час світового туру «Born Pink» (грудень 2022 року)

Із моменту свого дебюту Blackpink стали визначним K-pop-гуртом. Національна академія мистецтва і науки звукозапису, журнали «Тайм» і Rolling Stone описували їх як «найбільший жіночий гурт у світі»; Vogue, NPR і BBC News — «найбільший жіночий K-pop-гурт на планеті»; «Білборд» і «Нью-Йорк таймс» — «королеви K-pop». У рейтингу популярності поп-зірок від компанії Bloomberg жовтня 2020 року Blackpink назвали найвидатнішими музикантами світу, а Rolling Stone назвав гурт одним із «найвпливовіших і найпродаваніших артистів світу». People занесли Blackpink до списку жінок, які змінили музичну індустрію, тоді як «Вараєті» назвав гурт однією з найвпливовіших фігур у світовій індустрії розваг. Різні виконавці відзначали прямий вплив Blackpink на себе, зокрема BabyMonster, Izna, H1-Key, Tri.be, Kiss of Life, Classy, Primrose, Кадзуха з Le Sserafim, Шана та Хаин з Lapillus, Сена з Fifty Fifty, Со Юнджу з Mimiirose та @onefive.
У Південній Кореї Blackpink посіли перше місце в списку Forbes Korea Power Celebrity 40 у 2019 році, третє в 2020 році, друге в 2021 та 2022 роках, третє в 2023 році та перше в 2024 році. Вони стали першим дівочим гуртом, який потрапив до списку Forbes 30 Under 30 Asia. 2019 року Blackpink став першим K-pop-гуртом, який виступив на Коачелла — найбільшому у світі музичному фестивалі; того ж року Time 100 Next заніс гурт до списку висхідних зірок, де його описали, як «провісників нової ери корейських виконавців, які долають мовні бар'єри, щоб грати на світових сценах». Лукас Шоу з Bloomberg писав, що поряд із BTS «Blackpink досягли безпрецедентного рівня світової популярності в історії музики», тоді як Кім Джісу зі South China Morning Post назвав Blackpink, BTS і корейські драми лідерами глобального інтересу до корейської поп-культури. Джейк Квон із BBC News зазначив, що Blackpink стали «відомим іменем у світовій поп-музиці» та одним із «найвідоміших культурних товарів Південної Кореї», котрий разом із «Грою в кальмара» зробив значний внесок у Корейську хвилю. Чхве Санхун із «Нью-Йорк таймс» визнав Blackpink одним із головних корейських культурних товарів поряд із такими компаніями, як Samsung, LG та Hyundai, а такі культурні феномени, як Blackpink, серіал «Гра в кальмара» та фільм «Паразити», виявилися «такими ж повсюдними, як будь-який телефон Samsung».
Критик поп-культури Кім Дохон відзначив Blackpink за те, що вони змінили уявлення про K-pop-артистів на світовій музичній сцені, привернувши увагу як знакові фігури «на рівні із західними поп-зірками», а не як їхні конкуренти. Крім того, він додав, що дівчатам вдалося стати гуртом із «величезним впливом у всьому світі», попри меншу кількість релізів, ніж в інших K-pop-виконавців, та успішно вийти за межі просто музичного гурту і стати власним брендом. 2020 року Лі Чонхьон із CJ E&M відзначив колектив серед десяти «Провидців 2020» за їхній внесок у поширення корейської поп-культури в усьому світі. 2021 року президент Республіки Корея Мун Чже Ін під час новорічної промови назвав Blackpink одним із лідерів у просуванні іміджу Південної Кореї за кордоном та підкреслив державну підтримку таких медіа як ключову стратегію «зміцнення статусу Кореї як культурного центру».
Кім Йонде із Sisa Journal відзначив, що глобальний вплив Blackpink виділяється навіть серед інших відомих жіночих гуртів в історії K-pop, таких як Girls' Generation, 2NE1, Wonder Girls і Twice, і висловив думку, що коли в середині 1990-х років символом жіночих гуртів для шанувальників поп-музики в усьому світі були Spice Girls, то «репрезентативний образ сучасного жіночого гурту — ніщо інше, як Blackpink». Обговорюючи еволюцію жіночих гуртів від початку XX століття, Мара Ікін з Академії звукозапису відзначила, що «успіх жіночих K-pop-гуртів піднявся на новий рівень, коли Blackpink вийшли на сцену». Billboard визнав, що Blackpink допомогли «знищити давні стіни між „K-pop“ і американським мейнстрімом» та назвав їх «найуспішнішим жіночим K-pop-гуртом, який вплинув на ринок США», пославшись на виступи дівчат на Коачелла та на їхній альбом Born Pink, який очолив хіт-парад Billboard 200. Circle Chart відзначив значне збільшення англійських текстів у піснях південнокорейських жіночих гуртів після міжнародного прориву Blackpink у 2020 році; організація сприйняла це як спробу музичних колективів розширити базу слухачів, включивши аудиторію поза межами Кореї.
Blackpink зібрали велику аудиторію в соціальних мережах і на стримінгових платформах. На YouTube кількість їхніх підписників була найбільшою: серед гуртів (у вересні 2019 року); серед жіночих виконавців (включно із солістками; у липні 2020 року); та серед усіх виконавців узагалі (у вересні 2021 року). На липень 2023 року дівчата мали понад 90 мільйонів послідовників на YouTube. У листопаді 2019 року Blackpink був дівочим гуртом, на який найчастіше підписувалися на Spotify: станом на квітень 2023 року підписників було понад 40 мільйонів. У 2019—2020 роках учасниці були чотирма людьми, на яких найчастіше підписувалися в Instagram у Південній Кореї (у порядку спадання: Ліса, Дженні, Джісу та Розе).

## Інша діяльність

### Рекламні бренди

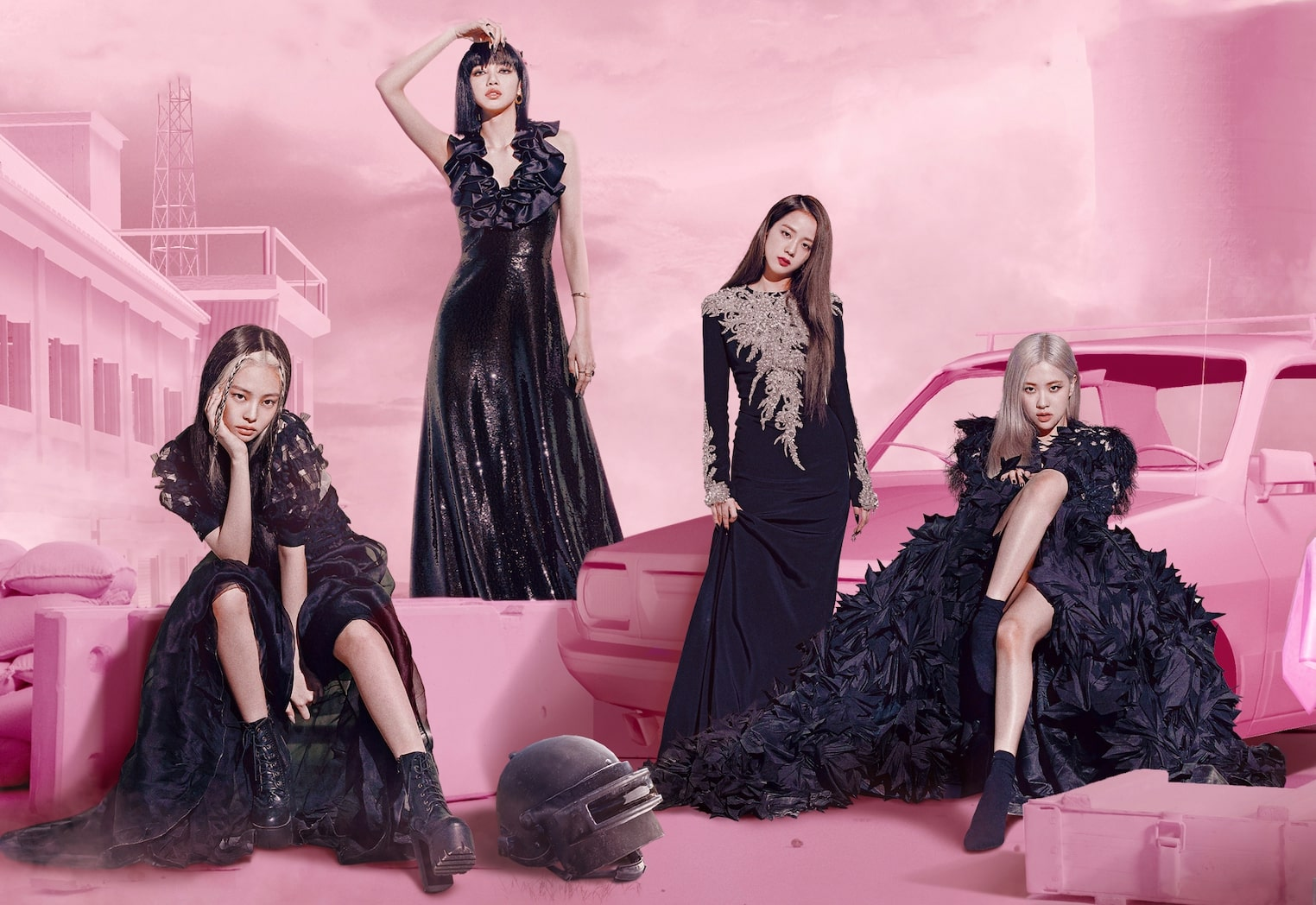
Blackpink у рекламній кампанії PUBG Mobile

За всю свою кар'єру учасниці Blackpink уклали численні рекламні угоди в різних галузях. У всьому світі дівчата були послами бренду компанії Kia Motors, яка своєю чергою була головним спонсором світового туру гурту «In Your Area». У Північній Америці Blackpink у партнерстві з виробником іграшок Jazwares створили різноманітні колекції, зокрема колекцію ляльок, стилізованих під вбрання з їхніх музичних відео. У червні 2020 року вони співпрацювали з південнокорейським сервісом тривимірних аватарів Zepeto, керованим Naver Z. Під час цієї колаборації в додатку з'явилися 3D-копії кожної учасниці (аватари), які співають і танцюють, до того ж фанати мали можливість зробити спільні фотографії з ними. Цей віртуальний фанатський захід Blackpink здобув популярність серед міжнародних шанувальників — станом на 11 вересня 2020 року кількість учасників у сервісі перевищила 30 мільйонів, а кількість нових користувачів зросла на 300 000 після випуску танцювального перформансу на пісню «Ice Cream». Гурт випустив спільний контент і події з мобільною грою PUBG Mobile.
В Азії Blackpink співпрацювали з техногігантом Samsung над кількома рекламними кампаніями для просування електронної продукції, наприклад, над викликом #danceAwesome для реклами смартфонів серії Galaxy A. У серпні 2019 року Samsung випустив набір Blackpink Special Edition у Південно-Східній Азії, який складався зі смартфону Galaxy A80, розумного годинника Galaxy Watch Active і навушників Galaxy Buds. У кліпі на пісню «Kill This Love» у кадрі з'являються смартфони Galaxy S10+ та навушники Galaxy Buds. У листопаді 2018 року Blackpink став першим регіональним амбасадором бренду сінгапурської компанії електронної комерції Shopee в рамках партнерства останньої з YG Group у Південно-Східній Азії та на Тайвані. Тайський банк KBank та Blackpink розпочали партнерство в листопаді 2019 року. У вересні 2020 року гурт став послом бренду Пепсі в Азійсько-Тихоокеанському регіоні, який включає Великий Китай, Філіппіни, Таїланд, В'єтнам тощо. У грудні 2020 року Blackpink, як амбасадори, розпочали співробітництво з філіппінською телекомунікаційною компанією Globe Telecom. Того ж року дівчата стали обличчями індонезійського онлайн-магазину Tokopedia.
У Південній Кореї Blackpink були послами бренду або моделями Sprite Korea, Woori Bank, Adidas, розкішного готелю та курорту Paradise City, бренду контактних лінз Olens і бренду засобів для волосся Mise-En-Scène. У травні 2017 року Blackpink стали почесними послами митної компанії Incheon Main Customs: банери та відео з їхніми зображеннями вітали іноземних мандрівників у міжнародному аеропорту Інчхон. Гурт також співпрацював з іншими брендами високого класу, такими як бренди спортивного одягу Puma та Reebok, доми моди Louis Vuitton та Dior Cosmetics, бренд косметики Moonshot, бренд сумок St. Scott London та універмаг 109 в Сібуї. Blackpink також випустив товари у співпраці з фестивалем моди Tokyo Girls Collection x Cecil McBee в Японії. У липні 2018 року та серпні 2020 року гурт посів перше місце серед усіх артистів за репутацією бренду на основі аналізу Корейського дослідницького інституту репутації — єдиний жіночий музичний колектив, який досягнув цього.

### Благодійність
У грудні 2018 року учасниці Blackpink пожертвували свою премію Elle Style Awards у сумі 20 мільйонів вон (приблизно 16 630 доларів США) сім'ям із низьким рівнем доходу та неповним сім'ям Південної Кореї. У квітні 2019 року Blackpink зробили пожертву в розмірі 40 мільйонів вон (близько 33 300 доларів США) Асоціації національної допомоги під час стихійного лиха «Міст надії» для жертв лісової пожежі в Косоні в Південній Кореї; те саме вони зробили в березні 2022 року, пожертвувавши 500 мільйонів вон на компенсацію збитків, спричинених лісовими пожежами в Канвоні та Північному Кьонсані. У квітні 2020 року Blackpink випустив медичні маски через мерчендайзингову компанію Bravado, афілійовану з Universal Music Group. Усі виручені кошти пішли на ініціативу MusiCares Академії звукозапису, яка запустила фонд допомоги у відповідь на пандемію COVID-19 та її вплив на музичну індустрію.
У грудні 2020 року гурт закликав до боротьби з глобальним потеплінням та рекламував Конференцію ООН зі зміни клімату 2021 року (COP26), сподіваючись, що їхні шанувальники «приєднаються до нас [них] у цій подорожі», щоб «дізнатися про те, що відбувається, що має статися та як ми можемо зіграти нашу роль». 25 лютого 2021 року Blackpink призначили офіційними представниками COP26 у Сеулі, де вони отримали особистий лист вдячності від прем'єр-міністра Великої Британії Бориса Джонсона за їхню роботу з поширення обізнаності про зміну клімату. 23 жовтня 2021 року гурт став частиною спеціального випуску YouTube Originals під назвою «Dear Earth» (укр. Дорога Земля), метою якого було заохотити глядачів стати дбайливішими до навколишнього середовища. У своїй промові на державному банкеті в Букінгемському палаці, гостем якого був президент Південної Кореї Юн Сок Йоль, британський монарх, король Чарльз III, високо оцінив роботу Blackpink як послів «екологічної стійкості».

## Нагороди та відзнаки

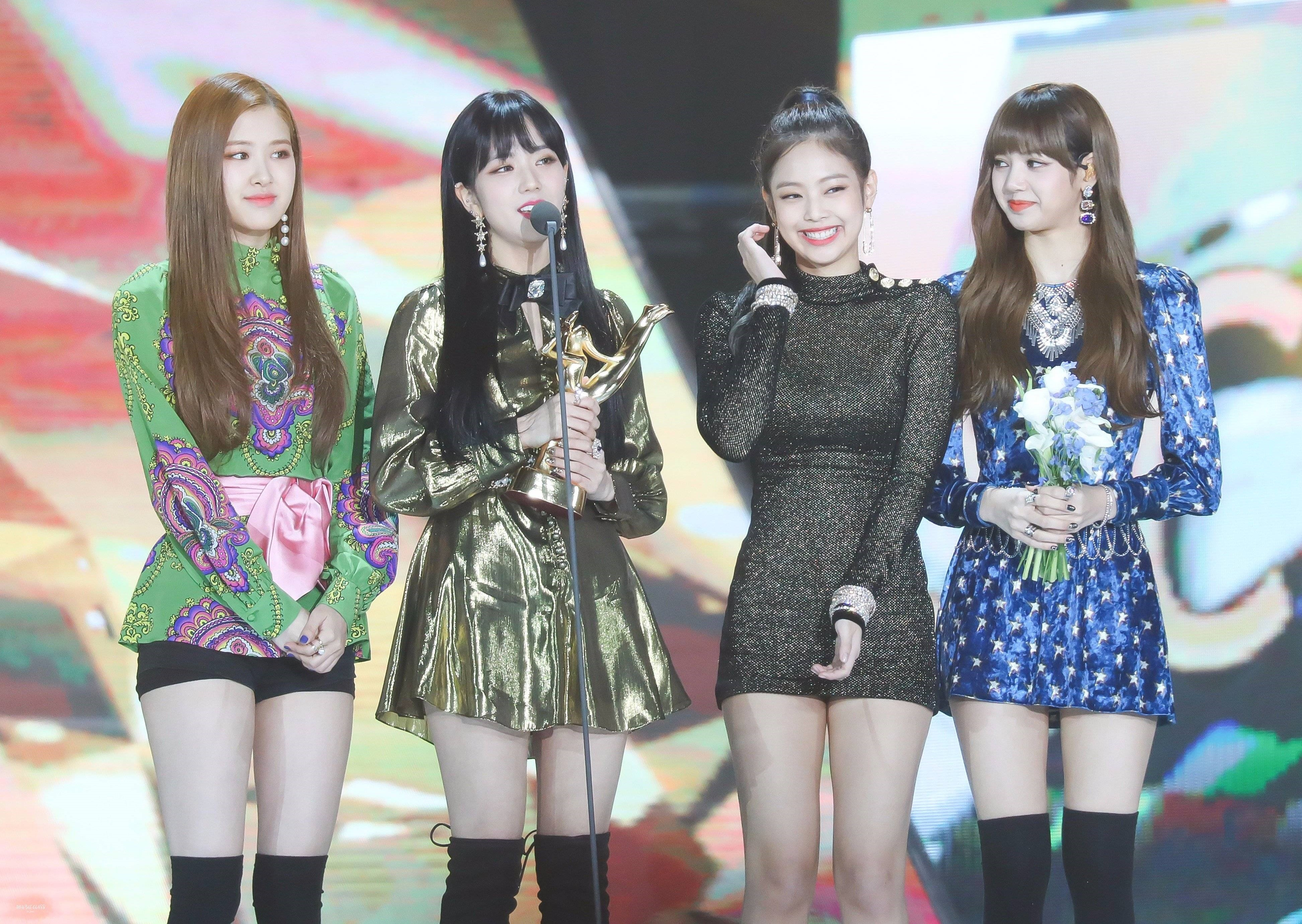
Blackpink на 32-ій церемонії вручення премії Golden Disc Awards (2018)

Список нагород Blackpink містить чотирнадцять нагород Circle Chart Music Awards, сім Golden Disc Awards, одинадцять MAMA Awards, п'ять Melon Music Awards, чотири MTV Video Music Awards, три премії «Вибір народу», чотири Seoul Music Awards, та по одній Billboard Music Award, MTV Europe Music Award і Teen Choice Award. Вони перший корейський жіночий гурт, який виграв музичну нагороду MTV Video Music Award, та перший, номінований на Brit Awards. За даними Luminate, станом на 2024 рік твори Blackpink мають 40 мільярдів офіційних глобальних прослуховувань. Станом на 2023 рік вони продали понад 20 мільйонів записів по всьому світу, ставши одним із найпродаваніших жіночих гуртів усіх часів.
Після виходу пісні «How You Like That» та музичного кліпу на неї 26 червня 2020 року Blackpink встановили п'ять рекордів Гіннеса, серед яких найбільша кількість переглядів відео на YouTube за перші 24 години після випуску (86,3 мільйона переглядів) та найбільша кількість глядачів прем'єри відео на YouTube (максимальна кількість одночасних глядачів — 1,66 мільйона). 2021 року Blackpink потрапив у Книгу рекордів Гіннеса як гурт із найбільшою кількістю підписників на YouTube — 60,3 мільйона підписників; у 2024 році вони встановили на цій платформі новий рекорд — 93,8 мільйона підписників.
Blackpink потрапили на обкладинку журналу Rolling Stone у номері за червень 2022 року — жіночий гурт досяг цього втретє в історії (після Destiny's Child та Spice Girls). У серпні того ж року Blackpink відзначилися ще трьома рекордами Гіннеса: перший переможець у категорії «Найкращий виступ у метавсесвіті» на MTV Video Music Awards; перший дівочий K-pop-гурт, що очолив альбомні чарти Великої Британії та США (із другим студійним альбомом Born Pink). 2022 року журнал «Тайм» назвав Blackpink «Артистами року» на знак визнання їхнього впливу як гурту, так й окремо кожної учасниці в індустрії музики, моди та акторської майстерності.
У 2023 році Blackpink встановили черговий рекорд серед жіночих гуртів за кількістю прослуховувань на Spotify — 8,88 мільярда, а в 2024 році підняли рекорд до 13,09 мільярда. 2023 року вони також відзначилися рекордом як музичний YouTube-канал гурту з найбільшою кількістю переглядів — 30,15 мільярда. У листопаді того ж року британський король Чарльз III нагородив учасниць Blackpink Орденом Британської імперії на знак визнання їхньої ролі представників COP26. Їм вручили медалі під час спеціальної церемонії в Букінгемському палаці, на якій також був присутній президент Південної Кореї Юн Сок Йоль.

## Дискографія
Студійні альбоми
- The Album (2020)
- Born Pink (2022)

## Відеографія
- Blackpink House[en] (2018)[384]
- YG Future Strategy Office[en] (2018)[ком 6]
- Blackpink X Star Road (2018)
- Blackpink Diaries (2019)
- 24/365 with Blackpink (2020)
- Blackpink: Light Up the Sky[en] (2020)
- Blackpink: The Movie[en] (2021)
- Born Pink Memories (2022—2023)
- Blackpink World Tour [Born Pink] In Cinemas (2024)

## Концерти та тури
| Тури - «Blackpink Arena Tour» (2018) - «In Your Area World Tour» (2018—2020) - «Born Pink World Tour» (2022—2023) - «Deadline World Tour» (2025—2026) | Концерти - «Blackpink Japan Premium Debut Showcase» (2017) - 2019 Private Stage [Chapter 1] (2019) - «YG Palm Stage ― 2021 Blackpink: The Show» (2021) - «Blackpink: The Virtual» (2022) |

## Нотатки
1. ↑  Віжуал — зовні найпривабливіший та найкрасивіший учасник (учасниця) гурту. Краса визначається за корейськими стандартами[en][205].
2. ↑  Англійське ім'я — Розанна Пак (англ. Roseanne Park)
3. ↑  Ім'я при народженні — Пранпрія Манобан (тай. ลลิษา มโนบาล)
4. ↑  Макне — наймолодший учасник (учасниця) гурту[205].
5. ↑  «Girl Crush» — фраза, яка позначає любов та захоплення однієї дівчини іншою. У K-pop «ґерл-краш» — дуже популярна тенденція від другої половини 2010-х до початку 2020-х років. Спільним для дівочих гуртів із такою концепцією є сильний, впевнений, індивідуальний та активний образ або темперамент, а також сильніше та важче звучання[255].
6. ↑  Камео в першій серії[385].